# La Plata
La Plata es una ciudad de Argentina, capital de la provincia de Buenos Aires y cabecera del partido homónimo. Se ubica 49 km al sudeste de la Ciudad Autónoma de Buenos Aires y a 8 kilómetros de su acceso a las costas del Río de la Plata, que es Punta Lara. Es la ciudad central del Gran La Plata y, a su vez, es parte del área metropolitana de Buenos Aires (AMBA).
Es el principal centro político, administrativo y educativo de la provincia de Buenos Aires. También es el centro del aglomerado urbano del Gran La Plata, compuesto por las zonas urbanas de los partidos de La Plata, Berisso y Ensenada. De acuerdo al censo argentino 2022, el partido de La Plata cuenta con 772.618 habitantes, mientras que su área metropolitana, el Gran La Plata, alcanza los 938.287 habitantes.El último número propio del casco urbano es de 218.815 personas en 2022, siendo un 28,94% de la población total del partido.
Fue fundada por el gobernador Dardo Rocha el 19 de noviembre de 1882 y su construcción fue documentada fotográficamente por Tomás Bradley. Entre 1952 y 1955, tuvo el nombre de Ciudad Eva Perón.
La ciudad es un ejemplo de ciudad planificada, y es reconocida por su trazado, un cuadrado perfecto en el cual se inscribe un «eje histórico», al igual que por el diseño de las diagonales que la cruzan, y por sus parques y plazas distribuidas cada seis cuadras.

## Historia

### Origen de la ciudad

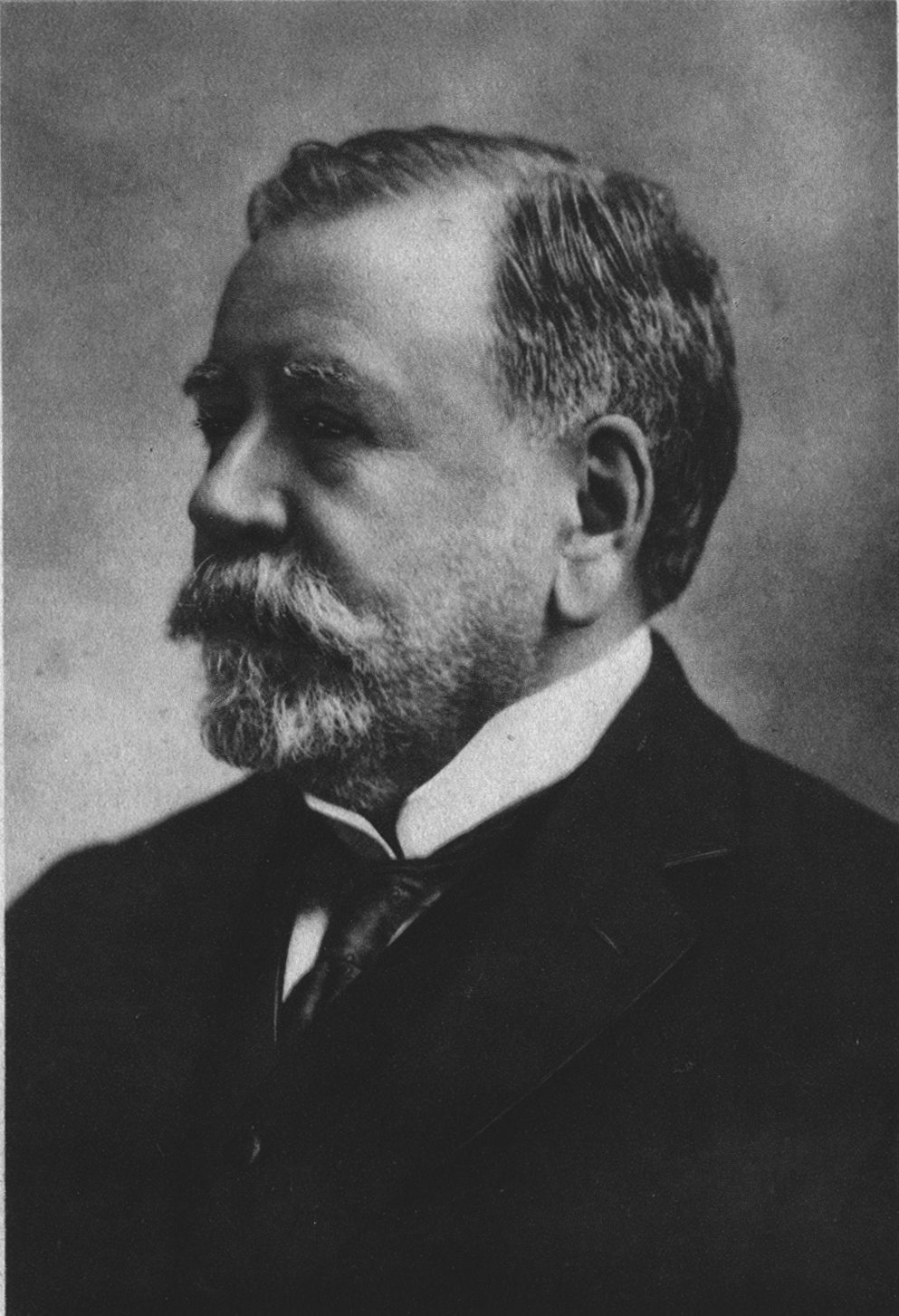
Dardo Rocha, el fundador de la ciudad.

El fracaso del alzamiento porteño de 1880, motivado por el recurrente enfrentamiento en el que se hallaba la provincia de Buenos Aires con el gobierno nacional por el control de la Ciudad de Buenos Aires (entonces capital tanto del Estado provincial como del nacional), concluyó en la federalización de la ciudad y, por ende, el fin de ésta como capital de la provincia homónima. Dardo Rocha, investido gobernador de la provincia tras la revuelta, se vio entonces ante la necesidad de instalar su gobierno y administración en otra ciudad.
Entre todas las ciudades ya existentes en esa época, Dardo Rocha se inclinó por Ensenada, contigua al Río de La Plata y conectada con Buenos Aires a través del Ferrocarril Buenos Aires a Ensenada. El 14 de marzo de 1882 anunció la capitalización del municipio de Ensenada. No obstante, la decisión no contemplaba instalar el gobierno y la administración en la costera Ensenada, sino que se proyectaba el emplazamiento de una nueva ciudad 10 km tierra adentro, en las Lomas de Ensenada. Esos terrenos, poblados por montes, lomas y bañados —recorridos de suroeste a noreste, hasta desaguar en el cercano Río de la Plata, por el Arroyo del Gato— constituían parte de las propiedades de Martín Iraola, hallándose adyacentes al pueblo de Tolosa (fundado en 1871 y, en aquel entonces, habitado por 7000 personas). Para el diseño de la urbe, Rocha convocó al Departamento de Ingenieros a cargo del ingeniero Pedro Benoit, quienes trazaron los planos de la futura capital de la provincia.

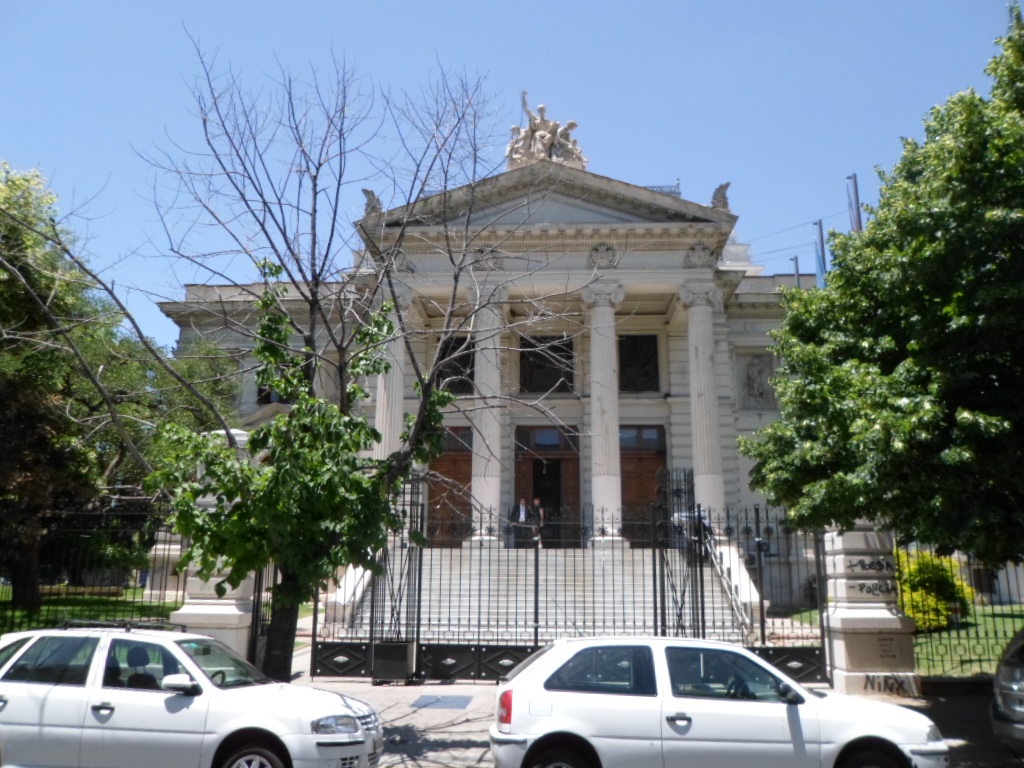
Palacio Legislativo

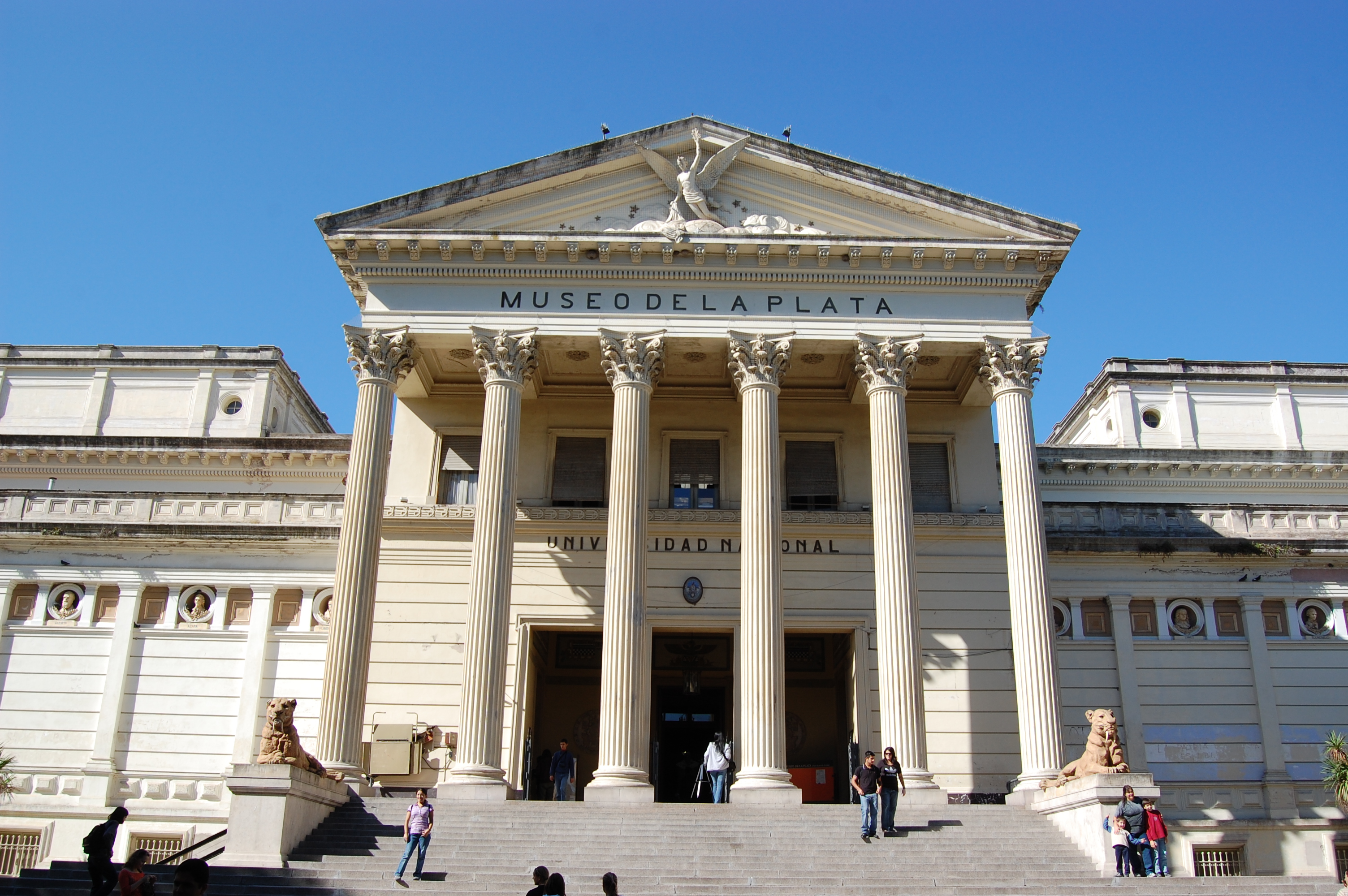
Museo de Ciencias Naturales.

Finalmente, el 19 de noviembre de 1882, en presencia del gobernador Dardo Rocha y el ministro Victorino de la Plaza en representación del presidente Julio Argentino Roca, se colocó la Piedra Fundacional en una urna enterrada en el centro geográfico de la ciudad, hoy en día, Plaza Moreno. En ese acto, Dardo Rocha pronunció las siguientes palabras:

Hemos dado a la nueva capital el nombre del río magnífico que la baña, y depositamos bajo esta piedra, esperando que aquí queden sepultadas para siempre, las rivalidades, los odios, los rencores, y todas las pasiones que han retardado por tanto tiempo la prosperidad de nuestro país.

Desde fines de 1882, los primeros habitantes —legiones de albañiles italianos— comenzaron a ocuparse de las obras fundacionales. En junio de 1883 se empezó a construir el Palacio Municipal. Un año más tarde, en 1884, los poderes públicos de la Provincia fueron instalados definitivamente en la nueva ciudad.
Seis meses después de la fundación de la ciudad, en mayo de 1883, se fundó la primera escuela para niños varones de primero y segundo grado, la Escuela Primaria N.°1 «Francisco Berra».

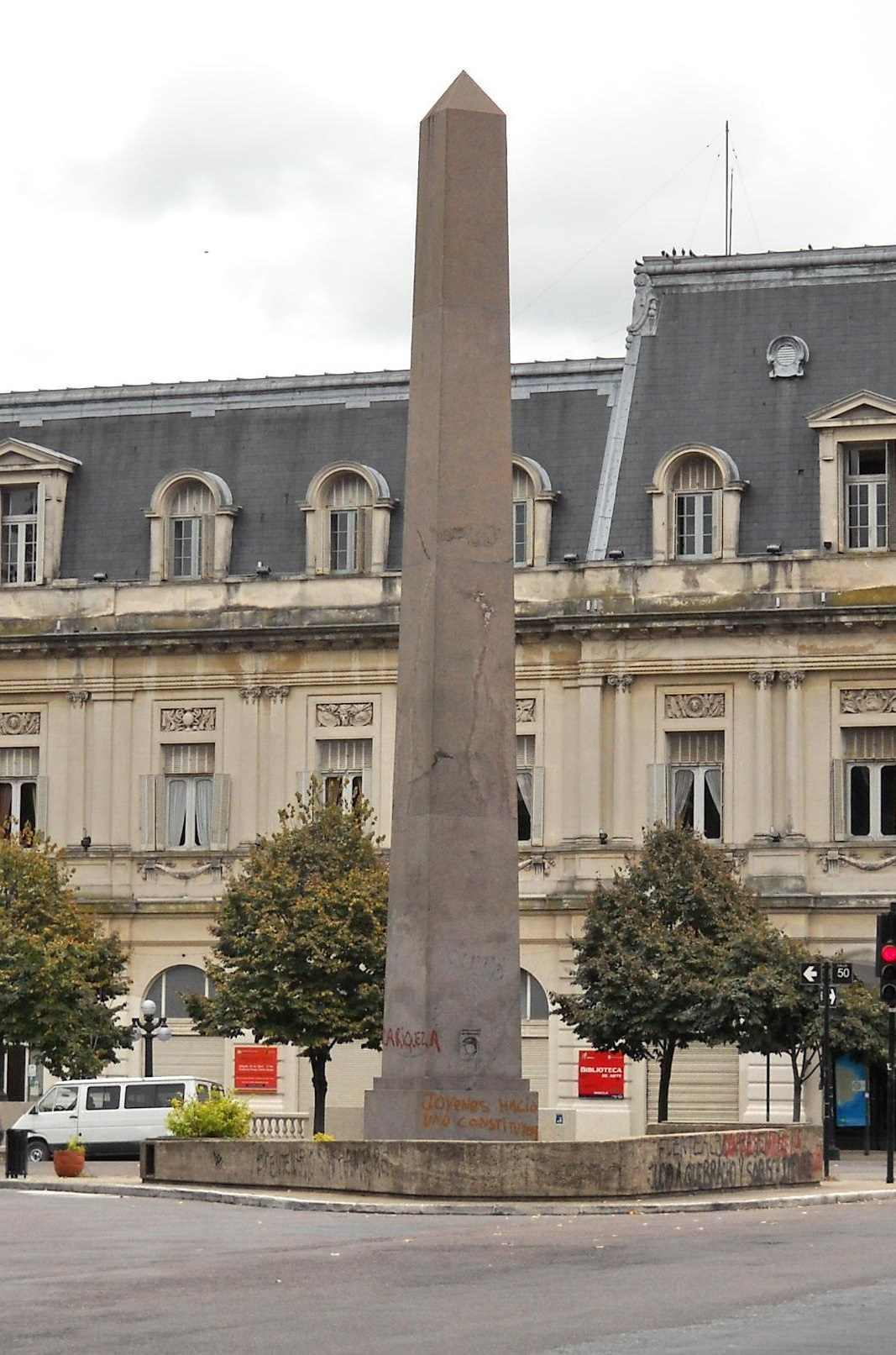
El Obelisco de La Plata a los fundadores

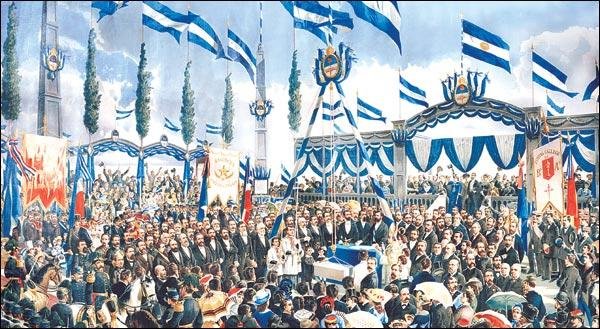
La estructura levantada en la plaza llevaba grabadas leyendas de contenido ideológico como: «Paz y Libertad»; «Orden y Progreso»; «Vías de Comunicación y Vida Municipal»; «Educación Común y Sufragio Libre»; «No basta odiar la tiranía, es necesario amar la libertad».

Entre 25 y 29 de marzo de 1884 se llevó a cabo el primer censo de la ciudad. Este censo determinó que en la ciudad habitaban 10 407 personas (8779 varones y 1628 mujeres), siendo solo 1278 argentinos y el resto extranjeros europeos 7,997 representando el 77% de la ciudad, provenientes mayormente de Italia, España, Francia, Portugal, Austria-Hungría y Reino Unido.
En abril de 1886 se declaró instalado el alumbrado eléctrico en la ciudad, con lo cual La Plata fue la primera ciudad de América del Sur con este servicio. El servicio era provisto en aquel entonces por la Brush Electric Company.
A tan solo cinco años de haberse fundado la ciudad, el 3 de junio de 1887 se fundó el Club de Gimnasia y Esgrima La Plata, que comenzó sus actividades deportivas con los dos deportes que forman su nombre; la gimnasia y la esgrima.
El 20 y 24 de agosto de 1887 fueron inaugurados los servicios de telegrafía y telefonía de la ciudad. Las líneas telefónicas habilitadas posibilitaban las comunicaciones con las ciudades de Buenos Aires y Ensenada.
En 1887 también se inició la construcción del viejo Teatro Argentino a cargo del arquitecto italiano Leopoldo Rocchi. Su construcción demandó 5 años, aunque se inauguró el 19 de noviembre de 1890 con la obra Otello de Giuseppe Verdi.
La primera línea de tranvía a caballo fue inaugurada en 1885 y era propiedad de Manuel Giménez. Su flotilla estaba compuesta por 8 coches cerrados, 10 jardineras, 25 zorras para carga y 254 caballos. Contaba con 53 empleados y tenía un promedio de 30 000 clientes por mes. Inicialmente recorría 16 kilómetros y llegaba hasta Ensenada.[cita requerida]
El 8 de noviembre de 1892 se realizó el primer ensayo del recorrido del tranvía eléctrico con un trayecto bastante corto: fue por Avenida 7 desde las calles 45 a 50. A pesar del corto trayecto había gente que tenía miedo y desconfiaba del moderno medio de transporte: algunos vecinos de aquel entonces incitaban a otros a no subir a estos coches porque podían «quedar electrocutados». Fue así como La Plata fue la primera ciudad de Sudamérica en tener un servicio de tranvía eléctrico.

### La Plata en elsigloXX

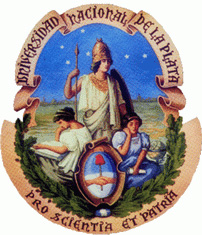
Escudo de la Universidad Nacional de La Plata (fundación)

En 1897 el senador Rafael Hernández fundó la Universidad Provincial de La Plata, que sería nacionalizada en 1905 por el doctor Joaquín Víctor González. El 4 de agosto de ese mismo año se fundó el Club Estudiantes de La Plata. El crecimiento demográfico de La Plata fue excepcional, llegando en 1914 a ser la tercera ciudad de la Argentina con 137 413 habitantes, sólo superada por Buenos Aires y Rosario.
Bajo la administración de Alvear (1922-1928), Enrique Mosconi, el presidente de la petrolera estatal Yacimientos Petrolíferos Fiscales (YPF), construyó la destilería de La Plata, que fue la décima destilería más grande del mundo.
El 22 de noviembre de 1931 se inauguraron los primeros servicios de transporte automotor y colectivo de pasajeros de la ciudad, servicios brindados por la empresa Argentina de Ómnibus.

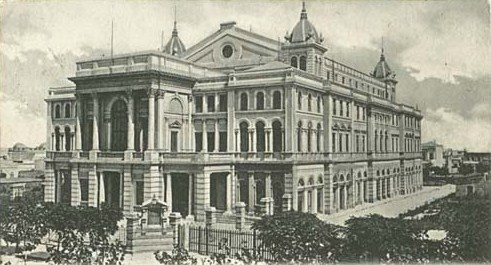
El Teatro Argentino en 1904

El 10 de diciembre de 1945, en la Parroquia de San Francisco de Asís de esta ciudad, se casaron Juan Domingo Perón y Eva Duarte.
En 1952, luego de la muerte de Eva Perón, la ciudad pasó a llamarse ciudad Eva Perón, volviendo a su denominación original luego de la caída del gobierno de Perón en septiembre de 1955.
En 1974, la Casa de Gobierno sufrió un incendio en su mansarda, que logró ser apagado sin víctimas, reparándose luego la parte destruida.

En 1977 el viejo Teatro Argentino sufrió un voraz incendio que destruyó buena parte de las instalaciones y afectó seriamente la estructura del edificio. Prácticamente sólo quedaron en pie las paredes perimetrales. El gobierno militar de entonces, a pesar de los fuertes reclamos de la sociedad argentina e internacional por la reconstrucción del edificio, decidió demolerlo y llamó a un concurso público para la construcción en el lugar de un nuevo y moderno centro cultural que continuara la gloria del antiguo Teatro Argentino. Las obras comenzaron en 1980 con una estimación de cuatro años para su finalización, pero éstas sufrieron constantes retrasos y paralizaciones, siendo finalmente reinaugurado el 13 de octubre de 1999. 

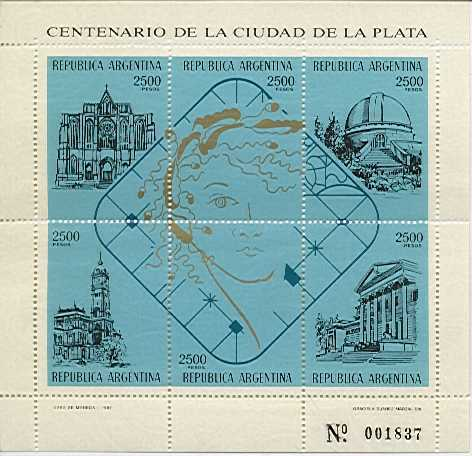
Sello postal conmemorativo por los 100 años de la ciudad.

En 1982 se cumplió el centenario de la ciudad, y para conmemorar su fundación se emitió un sello postal en el cual se destacaban el Palacio Municipal, la Catedral, Museo de Ciencias Naturales y el Observatorio.
El 10 de diciembre de 1991 asumió la intendencia Julio Alak (a sus 32 años de edad), siendo reelecto en 1995, 1999 y 2003, manteniendo su cargo hasta las elecciones de 2007.
En octubre de 1998 la Unesco aprobó la candidatura de la ciudad para alcanzar el reconocimiento como Patrimonio de la Humanidad. La distinción se encuentra aún pendiente a causa de diversas objeciones al criterio de mantenimiento arquitectónico y paisajístico durante las últimas décadas, que —en opinión de distintos especialistas— ha generado severos daños a la concepción estética y contextual original.

### Actualidad
El 7 de junio de 2003 se inauguró el Estadio Ciudad de La Plata, uno de los más modernos de Latinoamérica.
El 28 de octubre de 2007 fue elegido el intendente Pablo Bruera con el 26% de los votos, reemplazando así a Julio Alak quien estaba al cargo desde 1991.
En 2009, tras una serie de acuerdos entre el municipio de la ciudad, la gobernación de la Provincia y la presidencia de la Nación, se avanzó en la cesión definitiva de parte de las tierras del paseo del Bosque a los clubes Estudiantes y Gimnasia. El 24 de junio, el Consejo Deliberante aprobó el convenio y la ordenanza por la que los clubes Gimnasia y Estudiantes recibirán en carácter de «donación con cargo» las tierras donde actualmente se levantan sus estadios en el Bosque.
El 25 de febrero de 2009 debutó el sistema de estacionamiento a través de mensajes de texto (SMS). Con este hecho, La Plata se convirtió en la primera ciudad de Argentina en utilizar aplicaciones tecnológicas de primer nivel para controlar el estacionamiento.

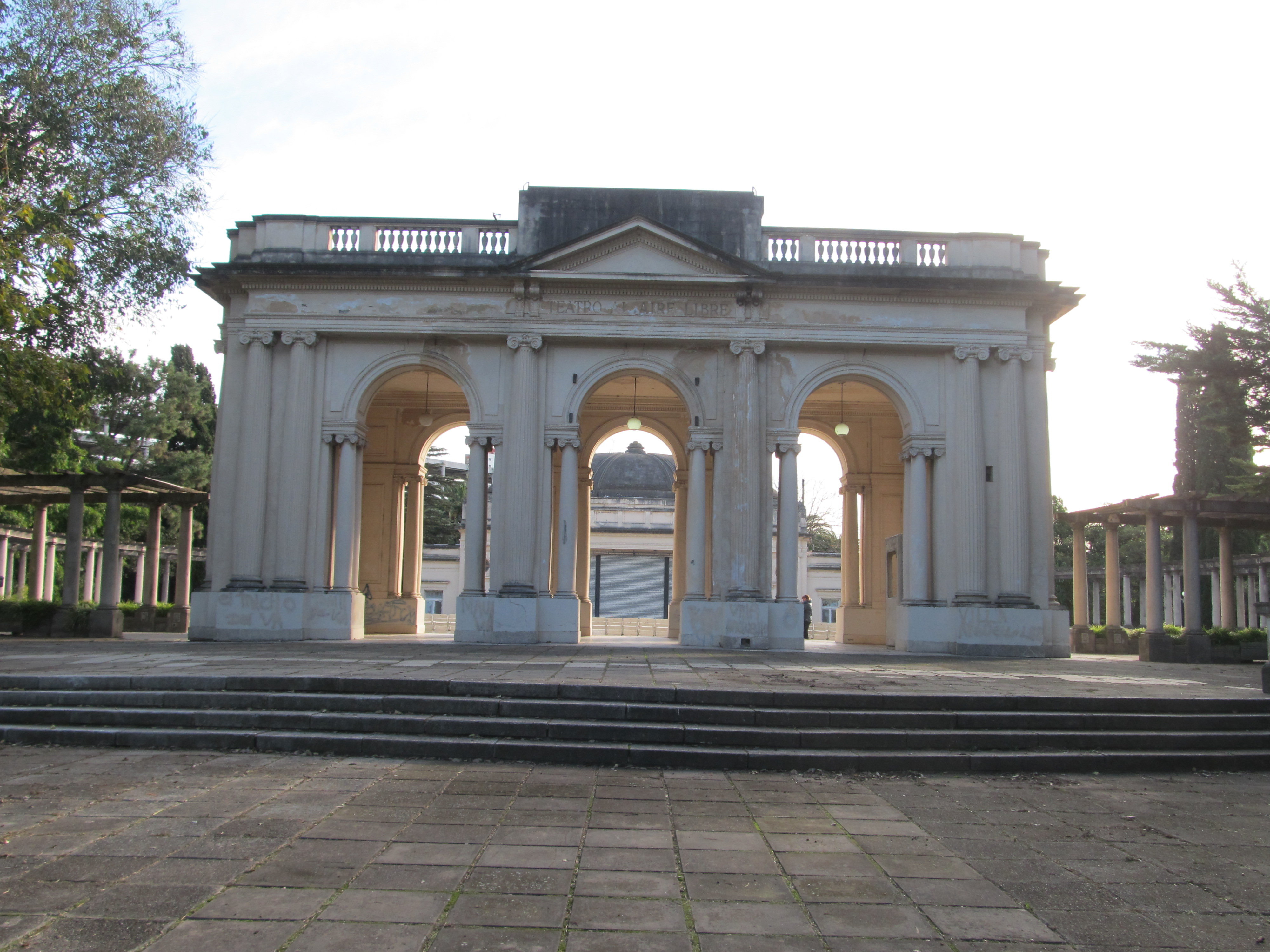
Pórtico de entrada del Anfiteatro Martín Fierro (Teatro del Lago) de La Plata

En abril de 2009 reabrió sus puertas al público el Pasaje Rodrigo como centro comercial. La galería comercial había sido inaugurada en 1929 por Basilio Rodrigo (inmigrante español) y estuvo cerrado al público por 10 años.
En 2011, el Estadio Ciudad de La Plata fue la sede principal de la Copa América de Fútbol, que tras 24 años volvió a disputarse en Argentina, con cabecera en siete provincias del país. En 2012, el Estadio Ciudad de La Plata fue una de las sedes del Rugby Championship, recibiendo al seleccionado de Nueva Zelanda, siendo así el debut la Selección nacional en este torneo, donde los restantes participantes eran los seleccionados de Sudáfrica y Australia.
Durante la noche del 2 de abril de 2013, un fuerte temporal de lluvia azotó a la ciudad y a las vecinas Ensenada y Berisso, cobrándose más de 200 víctimas fatales y desaparecidos. El gobernador de la Provincia de Buenos Aires, Daniel Scioli, remarcó que fue la peor tragedia de la historia de la ciudad. También la presidenta Cristina Fernández de Kirchner decretó 72 horas de duelo nacional.
El 25 de octubre de 2015 fue elegido intendente Julio Garro con el 41 % de los votos, triunfando sobre Pablo Bruera, quien se postulaba a su tercer mandato consecutivo. Garro asumió su cargo el 9 de diciembre de 2015.
La ciudad de La Plata fue sede del 34.º Encuentro Nacional de Mujeres, que tuvo lugar los días 12, 13 y 14 de octubre de 2019. La concurrencia al encuentro, entre los talleres, las actividades culturales y la marcha de 30 cuadras de largo, fue estimada en 200.000 asistentes.

## Gobierno

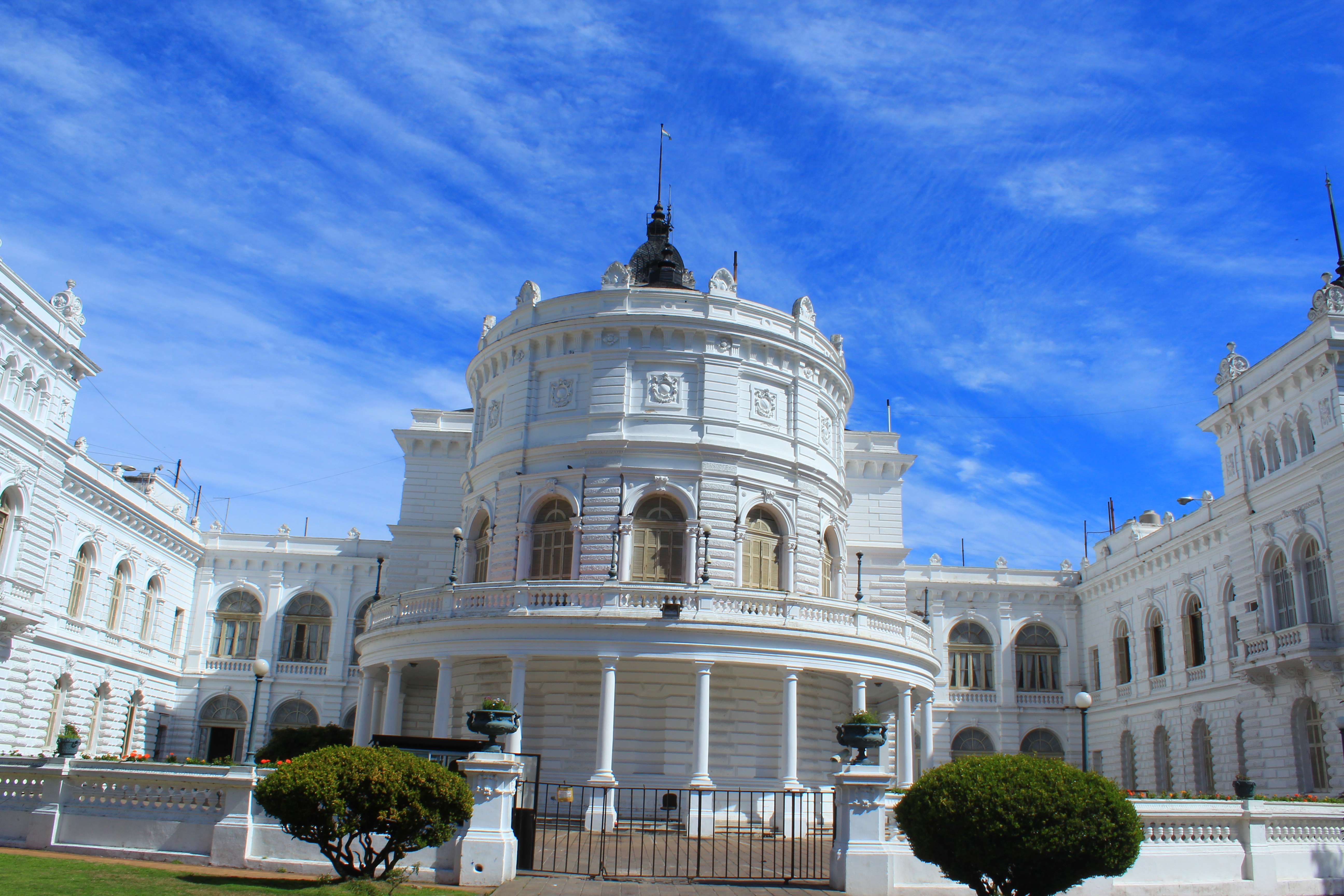
Palacio Municipal

Dado el sistema federal de gobierno, en Argentina hay 3 órdenes o escalafones: el Nacional, el Provincial y el Municipal. Así, corresponde referirse a los tres poderes en cada uno de estos escalafones.

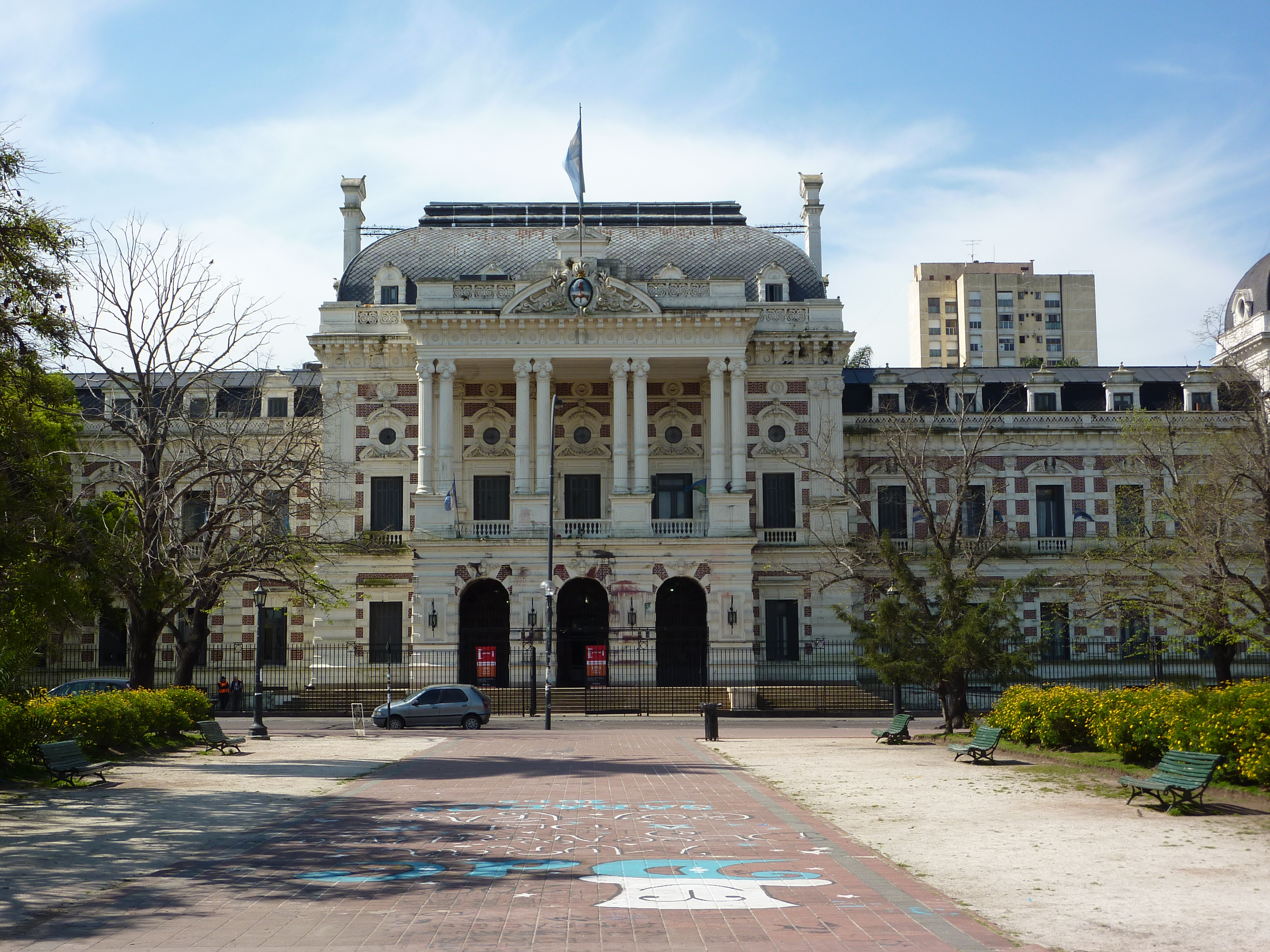
Casa de Gobierno de la Provincia de Buenos Aires (y Residencia del Gobernador)

El Poder Ejecutivo municipal en La Plata es ejercido por el intendente municipal, elegido por votación popular cada cuatro años, con posibilidad de reelección consecutiva limitada. El edificio gubernamental es conocido como el Palacio Municipal, ubicado entre las calles 51, 53, 11 y 12, en el centro de la ciudad; está separado de la catedral por la plaza Moreno.

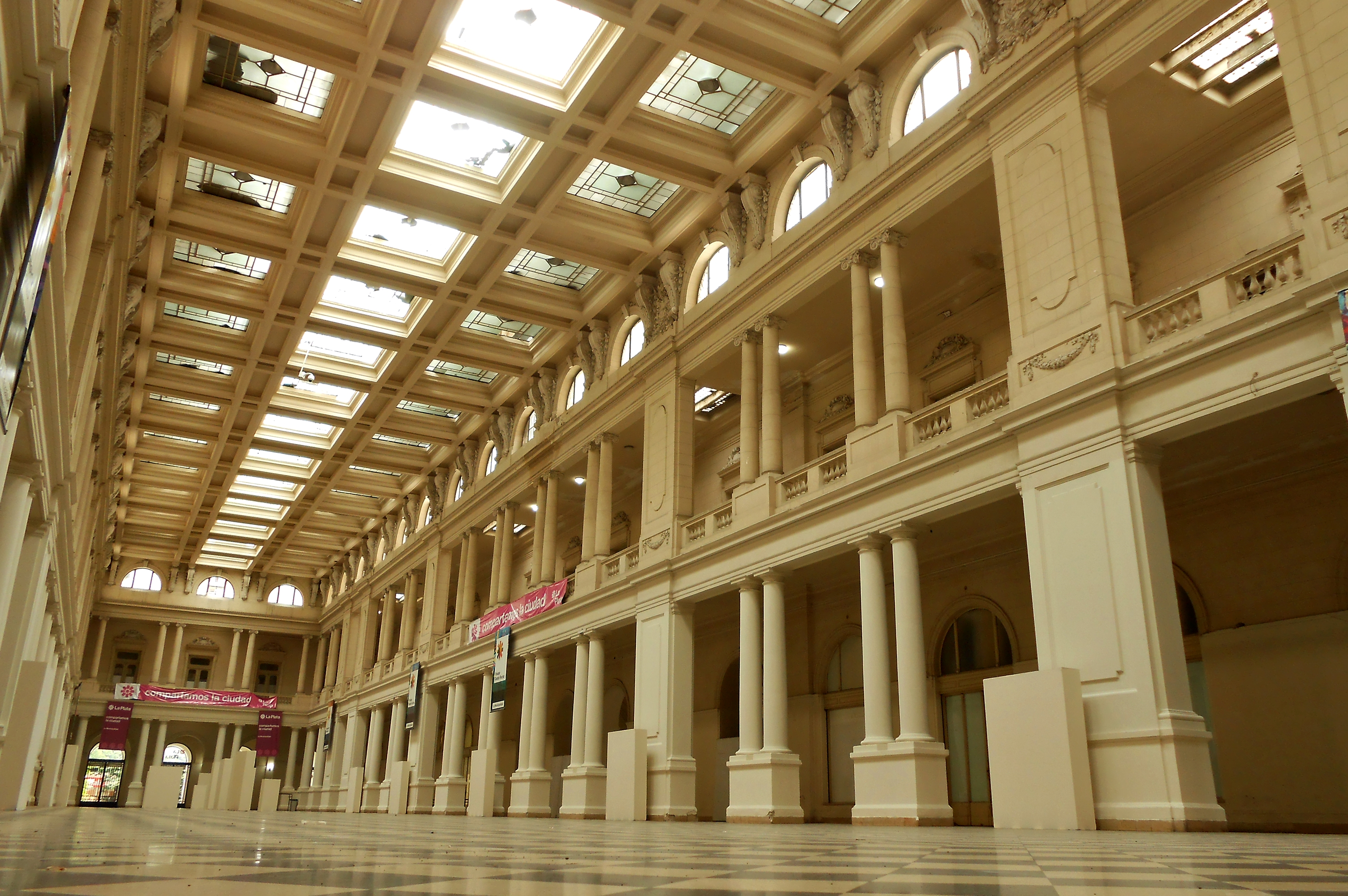
Hall central del Pasaje Dardo Rocha

El gobierno de la ciudad se divide en diferentes áreas. Estas son: Secretaría Privada, Secretaría General, Secretaría de Economía, Secretaría de Gestión Pública, Secretaría de Desarrollo Social, Secretaría de Cultura, Secretaría de Modernización y Desarrollo Económico, Secretaría de Justicia de Faltas, Secretaría de Salud y Medicina Social, Jefatura de Gabinete, Mercado Regional La Plata, Consorcio de Gestión Puerto La Plata, Unidad Ejecutora de Ingresos Públicos, Unidad Ejecutora Agencia Ambiental, Subsecretaría de Derechos Humanos, Secretaría de Gobierno, Consejo de Planificación de Políticas, Producción y Empleo Regional.
El Poder Legislativo comunal está a cargo del Concejo Deliberante, compuesto por 24 concejales elegidos por el voto popular para un período de cuatro años, renovándose el cuerpo por mitades cada dos años. Su sede se encuentra en el Palacio Municipal.
La Plata, además, por ser capital, es sede de los tres poderes provinciales: tanto el ejecutivo provincial —a partir del 11 de diciembre de 2019 a cargo de Axel Kicillof— junto con sus ministerios, el Poder judicial como el Poder legislativo provincial tienen su asiento en La Plata.

## Economía

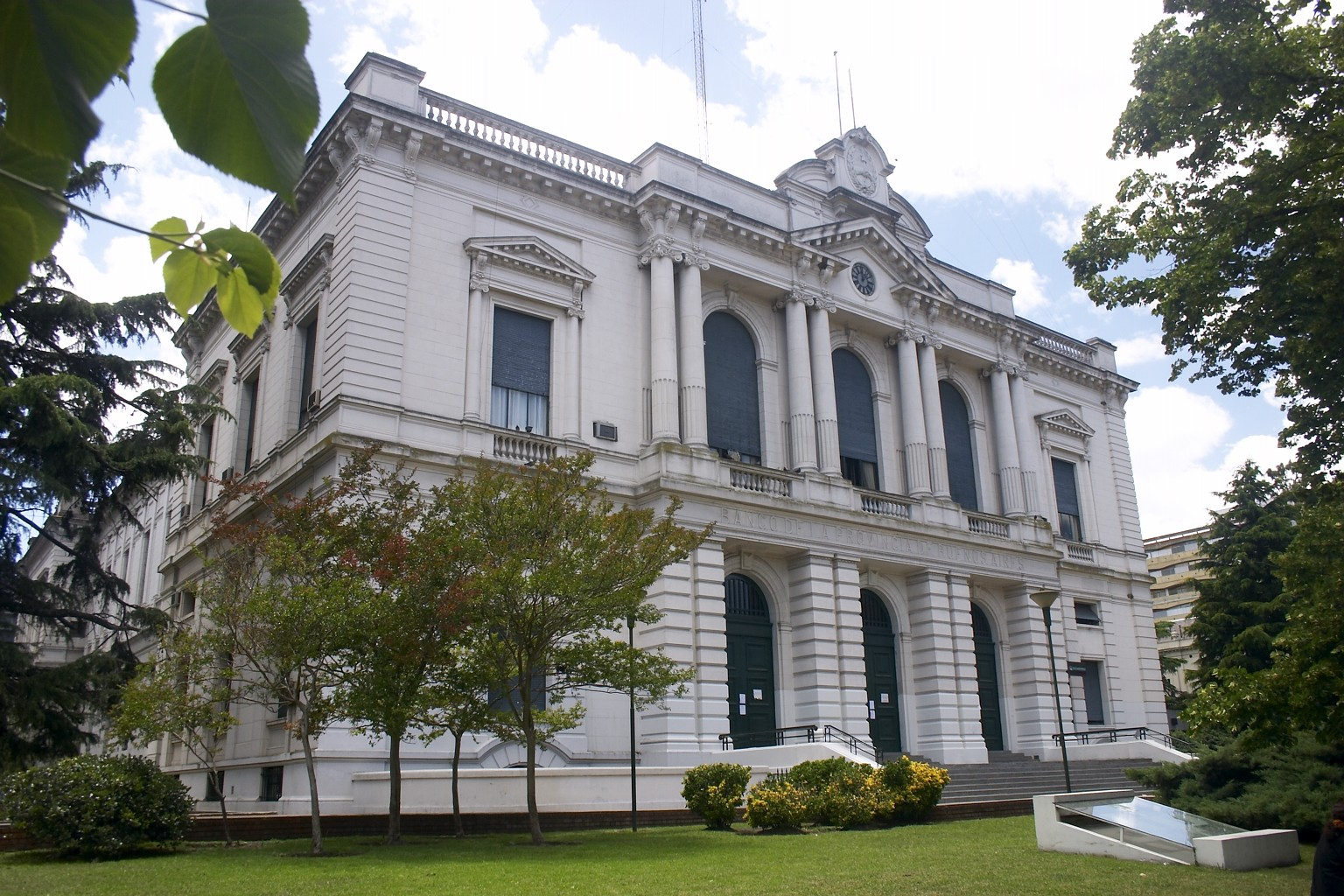
Casa Matriz del Banco Provincia en La Plata.

Según el Censo Nacional Económico 2004-2005, de un total de 23 844 locales listados, el 90 % se dedicaba a la producción de bienes y servicios, el 4 % pertenecía a la Administración Pública, el 2 % a puestos de feria semifijos o desmontables, un 1 % para culto, partidos políticos y gremios y el 2 % restante estaba en proceso de clasificación.
La Encuesta Permanente de Hogares (EPH) del INDEC, de la segunda mitad 2010, revela que La Plata es la ciudad con la mayor proporción de indigentes del país, con un 5,8 % del total de sus habitantes en esta situación.[cita requerida]

### Finanzas
La Plata cuenta con una Bolsa de Comercio fundada el 16 de octubre de 1960, integrante del mercado de valores argentino.
En la ciudad se encuentran sucursales de los principales bancos que operan en el país, entre ellos Banco Nación, Banco Provincia, Banco Ciudad de Buenos Aires, Banco Hipotecario S. A., HSBC, Citigroup, Banco Itaú, BBVA, Macro, ICBC, etc.

## Demografía
El casco urbano fundacional, según el Censo de Nacional de Población y Viviendas de 2001, cuenta con una población de 186 524 habitantes.

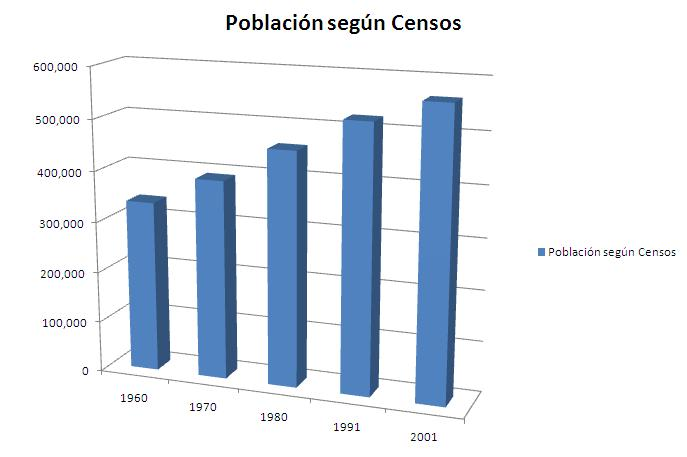
Evolución de la población del partido de La Plata desde 1960 a 2001.

En tanto que la población del partido de La Plata tuvo desde 1884 la siguiente evolución:

### Inmigración
La ciudad de La Plata fue fundada el 19 de noviembre de 1882 como la nueva capital de la provincia de Buenos Aires, tras la federalización de la ciudad homónima. Desde su fundación, fue concebida como una ciudad moderna, planificada y abierta al mundo, lo que atrajo a una gran cantidad de inmigrantes, principalmente europeos, en busca de mejores oportunidades de vida y trabajo.
El primer censo de población de La Plata, realizado en 1884, registró un total de 10.407 habitantes. De ellos, 7.997 eran extranjeros, es decir, el 77% de la población total de la ciudad en ese momento. Esta cifra refleja el rol central que la inmigración tuvo en el origen y la construcción de La Plata.
La comunidad italiana fue la más numerosa desde los primeros años de la ciudad. Según el censo de 1884, había 4.126 hombres y 459 mujeres italianas, sumando un total de 4.585 personas. Esto representaba aproximadamente el 44% de la población de La Plata.
Los primeros italianos eran mayoritariamente campesinos del norte de Italia (Piamonte, Lombardía, Liguria, Véneto y Friuli-Venecia Julia). Sin embargo, con el tiempo, comenzaron a llegar también inmigrantes del sur de Italia (Campania, Calabria, Sicilia), debido a la pobreza extrema y las difíciles condiciones de vida en esa región.
Los inmigrantes españoles fueron otro grupo relevante en La Plata. Aunque no hay cifras exactas en el censo de 1884, se sabe que su presencia fue significativa y constante desde la fundación de la ciudad. Muchos de ellos eran obreros, artesanos y comerciantes, y jugaron un papel clave en la vida económica y social de la ciudad.
En 1884, se registraron 132 inmigrantes suizos en La Plata, lo que representa aproximadamente el 1,27% de la población. A pesar de su número modesto, su impacto fue significativo. En 1888, fundaron la Sociedad Helvetia, una entidad de socorros mutuos destinada a brindar ayuda a los miembros de la comunidad suiza y mantener vivas sus tradiciones culturales.
La inmigración polaca a La Plata comenzó hacia fines del siglo XIX. En 1897, llegaron 14 familias polacas, con un total estimado entre 69 y 120 personas. Durante la primera mitad del siglo XX, la comunidad polaca creció notablemente. Sin embargo, muchos inmigrantes eran registrados como ciudadanos del Imperio austrohúngaro, ruso o alemán, debido a la situación geopolítica de Polonia en esa época.
Además de los grupos mencionados, La Plata recibió inmigrantes de numerosas nacionalidades: franceses, alemanes, irlandeses, ingleses, portugueses, griegos, armenios, japoneses, sirios, libaneses y escandinavos, entre otros. Estas comunidades también dejaron una marca significativa en la identidad de la ciudad, fundando asociaciones culturales, escuelas, templos y contribuyendo al desarrollo de barrios enteros.
| Censo | Población | Referencia | Notas |
| ----- | --------- | ---------- | --- |
| 1884  | 10 407    | [ 49 ]     | El 78,1% correspondían a extranjeros.                                                                                   |
| 1890  | 65 610    | [ 49 ]     | 57,7% población extranjera.                                                                                             |
| 1895  | 60 991    | [ 49 ]     | Por primera vez los argentinos superan a los extranjeros en términos porcentuales (55% frente a un 45% de extranjeros). |
| 1909  | 95 126    | [ 49 ]     | 35,7% población extranjera.                                                                                             |
| 1914  | 137 413   | [ 49 ]     | 36,7% población extranjera.                                                                                             |
| 1947  | 302 073   | [ 49 ]     | |
| 1960  | 337 060   | [ 49 ]     | |
| 1970  | 391 247   | [ 49 ]     | |
| 1980  | 459 054   | [ 52 ]     | |
| 1991  | 521 936   | [ 52 ]     | |
| 2001  | 663 943   | [ 53 ]     | 5,5% de la población es extranjera.                                                                                     |
| 2010  | 799 523   | [ 55 ]     | 6,6% de la población es extranjera.                                                                                     |

Nótese como en 1991 a 2001 desaceleró su crecimiento, como le sucedió a muchas ciudades argentinas; sin embargo, La Plata y el Gran La Plata tienen un crecimiento vegetativo 3,5%, superior a la media de la Argentina; lo que significa que la ciudad recibe nuevos habitantes permanentes.
A su vez, el aglomerado Gran La Plata contó con 745 027 en 2001, lo que la sitúa hasta el momento como la 6.ª aglomeración de la Argentina. Siguiendo su ritmo de crecimiento, la estimación en 2013 para el aglomerado de La Plata y Gran La Plata es de 968 700 habitantes.

### Colectividades

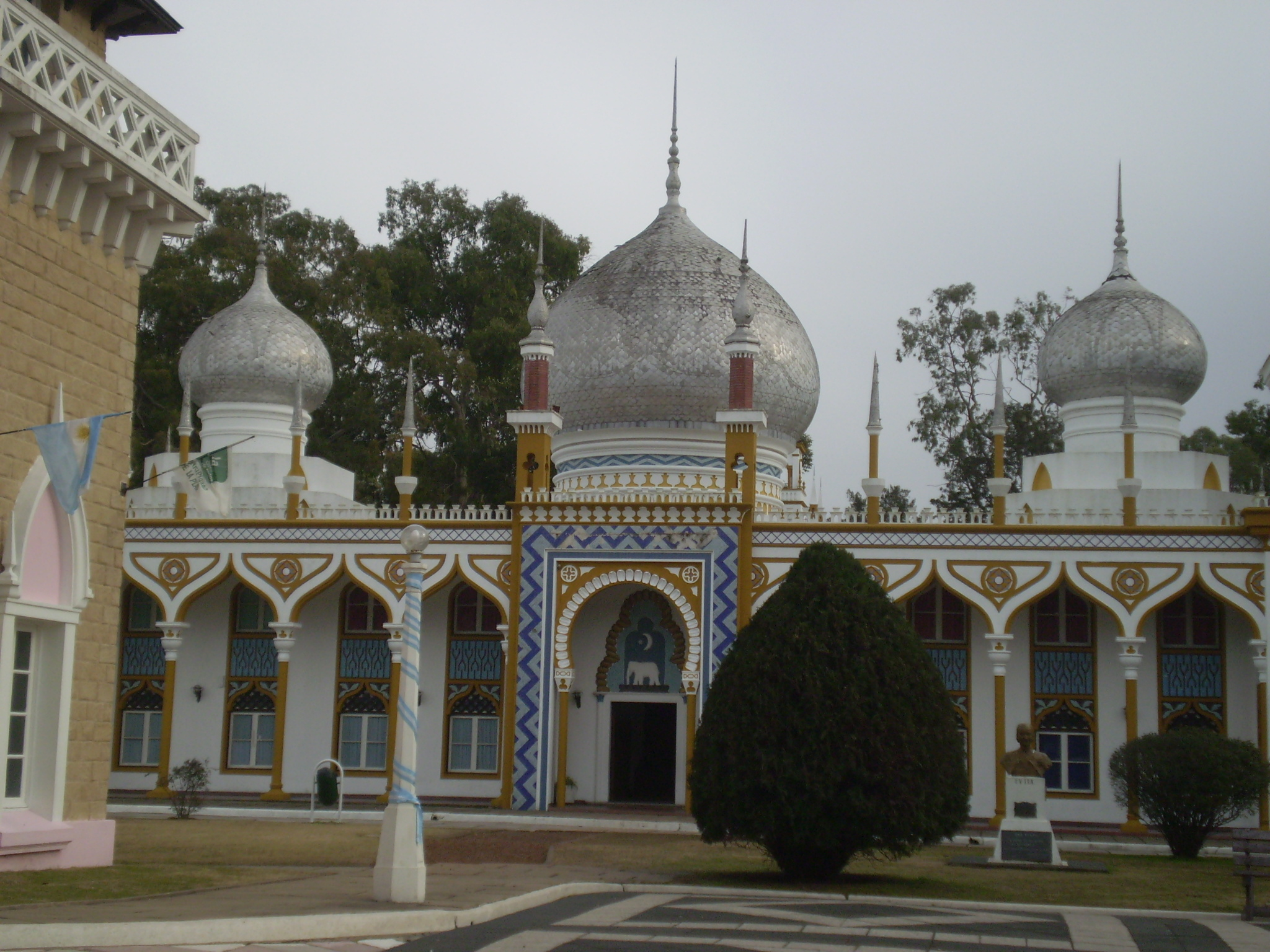
Centro Cívico, República de los Niños, Manuel Bernardo Gonnet, Argentina

En cuanto a la colectividad española, se destaca en sus contribuciones con el reconocido Hospital Español. España también ha reconocido a su comunidad instalando un Consulado General, construyendo una casa para tal fin y para el asentamiento de un diplomático de carrera y su familia. Actualmente en el mismo edificio funciona el Viceconsulado Honorario de España.
Por el lado de la colectividad italiana, se destaca la Federación de Asociaciones Italianas de la Circunscripción Consular La Plata que agrupa a numerosas instituciones vinculadas a la colectividad. Esta colectividad también posee dos escuelas, el Instituto de Cultura Itálica (Escuela Italiana) y el Centro Cultual Bivongesi (Instituto Bivongi) y el reconocido Hospital Italiano. Además, Italia instaló en esta ciudad un Consulado General. En 2016, a través de la Ley Provincial 14.883, La Plata fue nombrada como la “Capital del Inmigrante Italiano” por la Legislatura bonaerense, por ser la ciudad con más arraigo y en la que se encuentra la colectividad italiana más numerosa en el territorio de la provincia de Buenos Aires.
La comunidad levantina cuenta también con varias instituciones, entre ellas la Asociación Siriana Ortodoxa de Beneficencia (que en realidad tiene origen en sirianos ortodoxos emigrados de Mardin tras el Seyfo), la Asociación Argentino Islámica de La Plata, la Sociedad Libanesa de La Plata y el Club Libanés de La Plata.
La comunidad judía de La Plata cuenta con numerosas instituciones, entre ellas la Asociación Mutual Israelita Argentina (AMIA) La Plata, que posee bajo su órbita la Escuela Hebrea Jaim Najman Bialik y el Cementerio Israelita de la ciudad; el Beit Jabad La Plata, parte del Movimiento Jabad Lubavitch Argentina, que cuenta con una Biblioteca, una Sinagoga y la única mikve de la ciudad, que es utilizada para la realización de los baños rituales que indica el judaísmo; el Centro Sefaradí y la Asociación Cultural Israelita Max Nordau.
Por su parte, la comunidad vasca tiene una profunda raigambre en la ciudad, derivada de aquellos inmigrantes que hicieron pie en la zona. Desde 1944, esa colectividad tiene al Centro Vasco «Euzko Etxea» —cuya sede funciona en 14 y 58— como su referencia, centro de reunión y espacio de cultivo de las costumbres propias de la comunidad.
La Plata es hogar de una notable comunidad japonesa, la cual se encuentra organizada y cuenta con la Asociación Japonesa de La Plata.

## Educación
La ciudad cuenta con una buena cantidad de instituciones educativas de los distintos niveles, tanto públicas como privadas. Los colegios públicos más reconocidos son tres de los cuatro pertenecientes a la Universidad Nacional de La Plata: el Colegio Nacional Rafael Hernández, el Liceo Víctor Mercante y el Bachillerato de Bellas Artes.
La Plata es símbolo de una insigne y prolífica academia. La física, la astronomía y la biología, han sido indudablemente los campos que los científicos de esta ciudad han dominado, por encima de sus pares en el país y la región.
En cuanto a instituciones académicas refiere, se destaca ampliamente la Universidad Nacional de La Plata (UNLP), una de las más importantes universidades nacionales del país junto con la UNC y la UBA. Fue la tercera en fundarse en la Argentina, siguiendo a la de Córdoba y la de Buenos Aires. La UNLP posee 120 000 alumnos. En esta universidad se graduó en física Ernesto Sabato, quien pasó a enseñar en la Sorbona y el MIT antes de convertirse en un famoso novelista. El doctor René Favaloro fue otro famoso alumno. Durante sus primeros años, atrajo a un número de intelectuales de renombre del mundo de habla hispana, como el dominicano Pedro Henríquez Ureña. Adolfo Pérez Esquivel, militante pacifista, quien obtuviera el Premio Nobel de la Paz en 1980, también estudió en la UNLP. Los presidentes Néstor Carlos Kirchner y Cristina Fernández de Kirchner se titularon como abogados en la Facultad de Derecho de la UNLP.
También es asiento de la Universidad Católica de La Plata, la Universidad Notarial Argentina y la Universidad del Este, creada el 29 de septiembre de 2008, por decreto del poder ejecutivo nacional. Además cuenta con una Facultad Regional de la Universidad Tecnológica Nacional y con la Universidad Pedagógica. Éstas atraen estudiantes de todo el país —e incluso del extranjero— y le dan a la ciudad una rica vida cultural joven.
Cabe señalar que en la ciudad también funcionó la Universidad Popular Sarmiento, de la que fuera rectora durante varios años Josefina Passadori.
También hay varias instituciones que ofrecen estudios terciarios, como el Instituto Superior de Ciencias (ISCI), el Instituto Educativo CESALP, el Instituto de Capacitación Impositivo y Aduanero (ICIA) y otros institutos que enseñan distintos lenguajes como el inglés, francés, italiano y portugués.
Entre los institutos más reconocidos se encuentra el Instituto Superior de Formación Docente N.º 95 que ofrece las carreras de Educación Primaria, Historia, Biología, Física y Química y actualmente cuenta con el postítulo Trayecto de Formación Pedagógico Complementario para el Nivel Secundario.

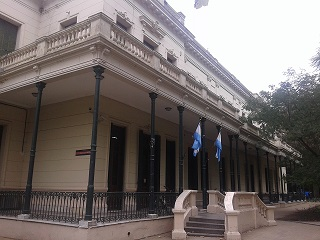
Edificio Central de la Facultad de Ingeniería. UNLP

## Religiones

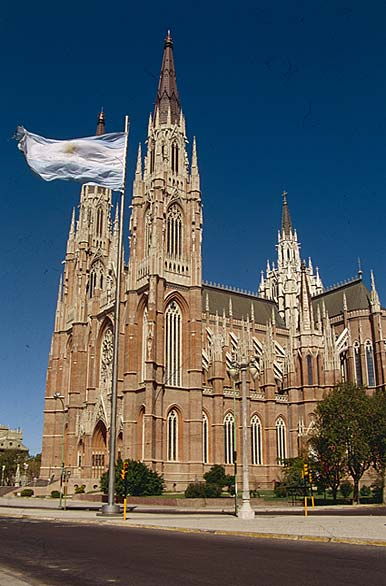
La Catedral de La Plata es una de las iglesias más grandes del mundo.

### Libertad de culto
Al igual que en todo el país, la libertad de culto del habitante platense está garantizado por el Artículo 14 de la constitución Nacional, aunque el Estado reconoce un carácter preeminente a la Iglesia católica que cuenta con un estatus jurídico diferenciado respecto al del resto de iglesias y confesiones.

### Principales seguidores
Gran parte de los platenses se declaran profesantes de la religión católica.
La patrona de la Arquidiócesis de La Plata es la Inmaculada Concepción de María Santísima Madre de Dios, cuya fiesta se celebra el 8 de diciembre.
El Santo Patrono de la Ciudad y el partido de La Plata es San Ponciano, papa y mártir, que es además el Patrono Secundario de la Aquidiócesis platense. Fue el 18.º Papa de la Iglesia Católica, que falleció en Cerdeña en el año 235. Su fiesta en la Ciudad y Arquidiócesis de La Plata se continúa celebrando el 19 de noviembre.
Siendo el cuarto aglomerado urbano del país, también es importante la presencia evangélica, judía y musulmana.
La comunidad judía de La Plata cuenta con una sede local de la AMIA, la cual fue fundada en 1907 y nuclea las actividades comunitarias. Asimismo, la comunidad cuenta con el Cementerio Israelita, dentro del Cementerio de La Plata, el cual depende de la AMIA, siendo inaugurado y abierto al público el 9 de noviembre de 1913. La comunidad judía platense se estima entre 900 y 1000 miembros.

## Salud

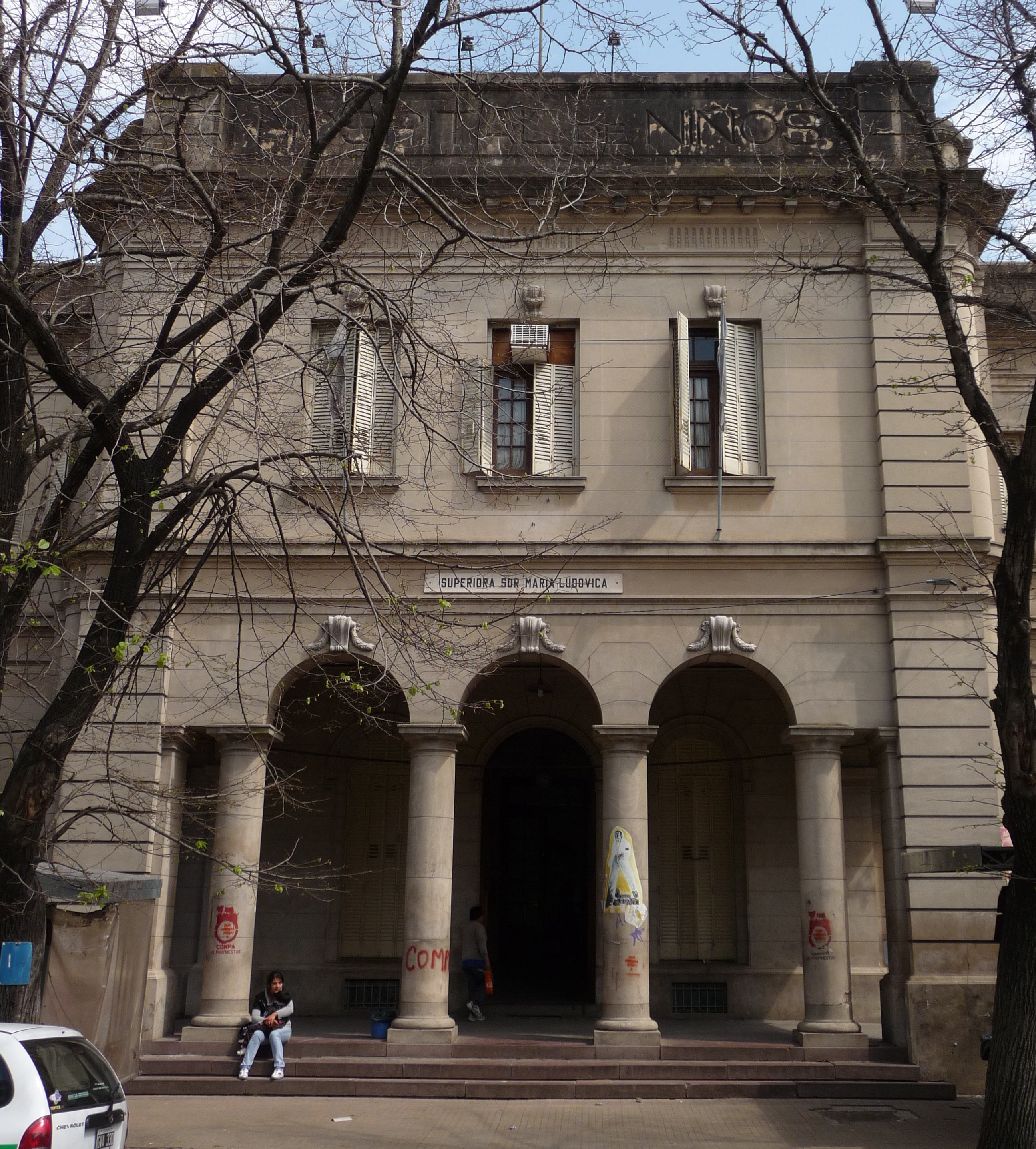
Fachada del Hospital de Niños

Respecto a los centros de salud, estos son públicos provinciales, como el Hospital Interzonal de Agudos Especializado en Pediatría «Sor María Ludovica», municipales principalmente unidades sanitarias (por ejemplo, la Unidad Sanitaria n.º 13), o de origen privado, como el Instituto Médico Platense.
En 2001, según el censo de ese año, el porcentaje de población sin cobertura médica (esto incluye a personas que están sin obra social ni tampoco están afiliados a un plan médico o mutual) era del 20,2%. El porcentaje de la población del casco urbano con cobertura social era de 79,8%, siendo este el porcentaje más alto dentro los centros comunales del partido de La Plata.
| Años            | 1991 | 1992 | 1993 | 1994 | 1995 | 1996 | 1997 | 1998 | 1999 | 2000 | 2001 | 2002 | 2003 | 2004 | 2005 |
| --------------- | ---- | ---- | ---- | ---- | ---- | ---- | ---- | ---- | ---- | ---- | ---- | ---- | ---- | ---- | ---- |
| La Plata        | 21,0 | 23,1 | 20,4 | 19,7 | 19,7 | 21,6 | 15,8 | 17,7 | 14,1 | 11,6 | 14,6 | 15,4 | 14,3 | 10,9 | 12,4 |
| Total Provincia | 22,8 | 21,9 | 20,8 | 20,7 | 20,3 | 19,4 | 17,7 | 18,3 | 16,6 | 14,9 | 14,8 | 15,7 | 16,2 | 13,0 | 12,9 |

## Arquitectura

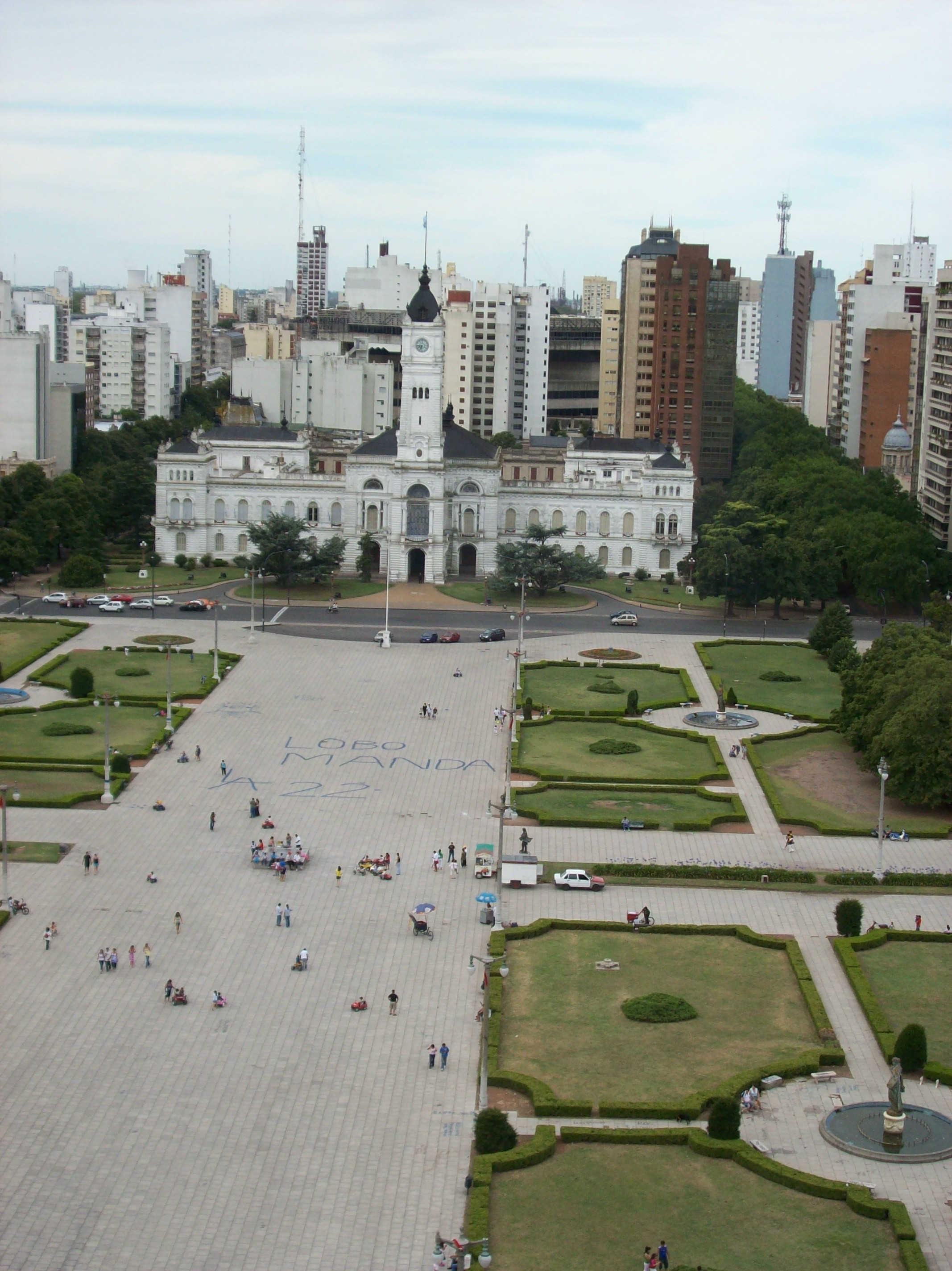
Vista de la Municipalidad de La Plata y Plaza Moreno desde la Catedral.

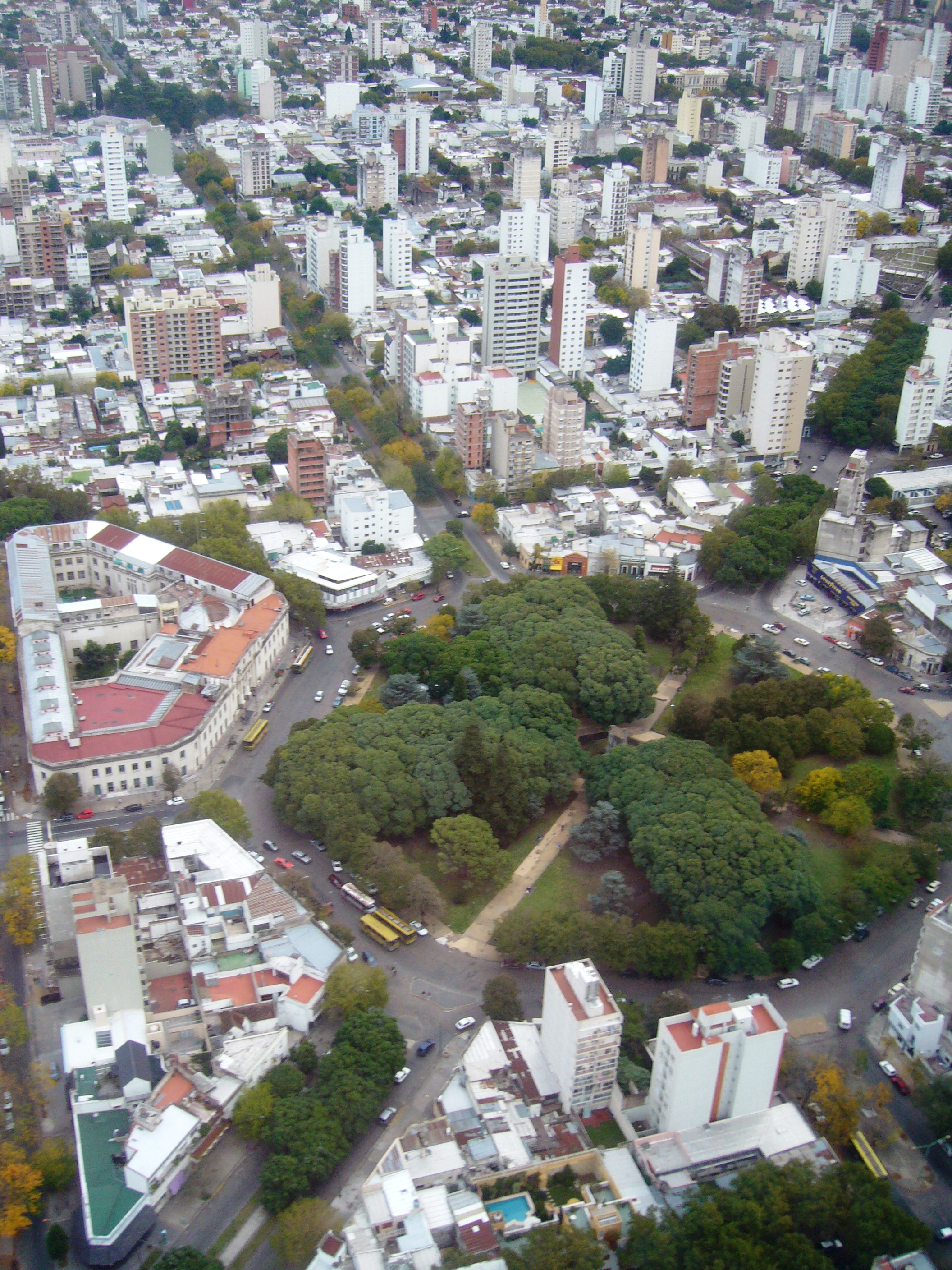
Plaza Dardo Rocha desde el aire.

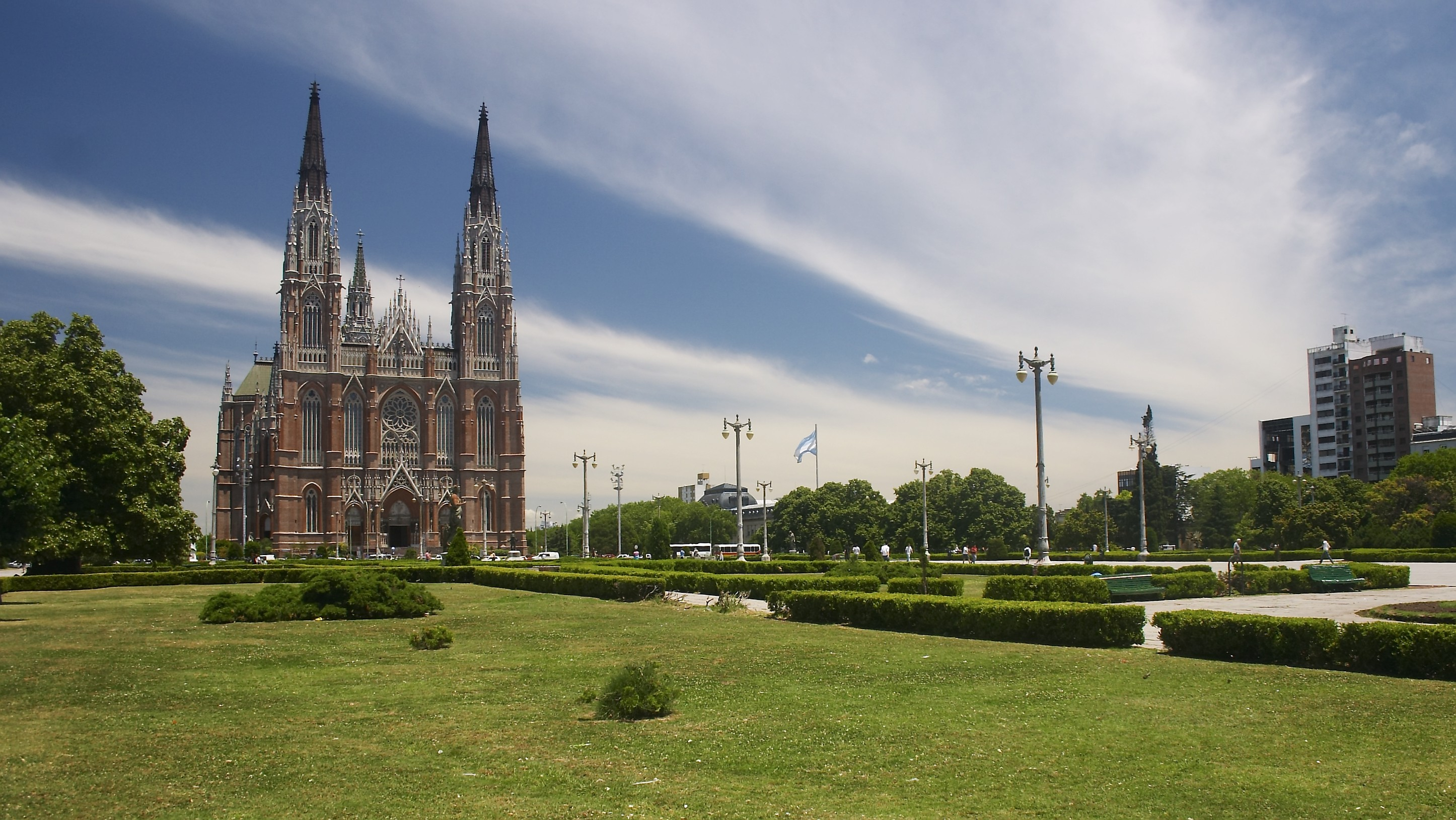
Vista de la Plaza Moreno y la Catedral.

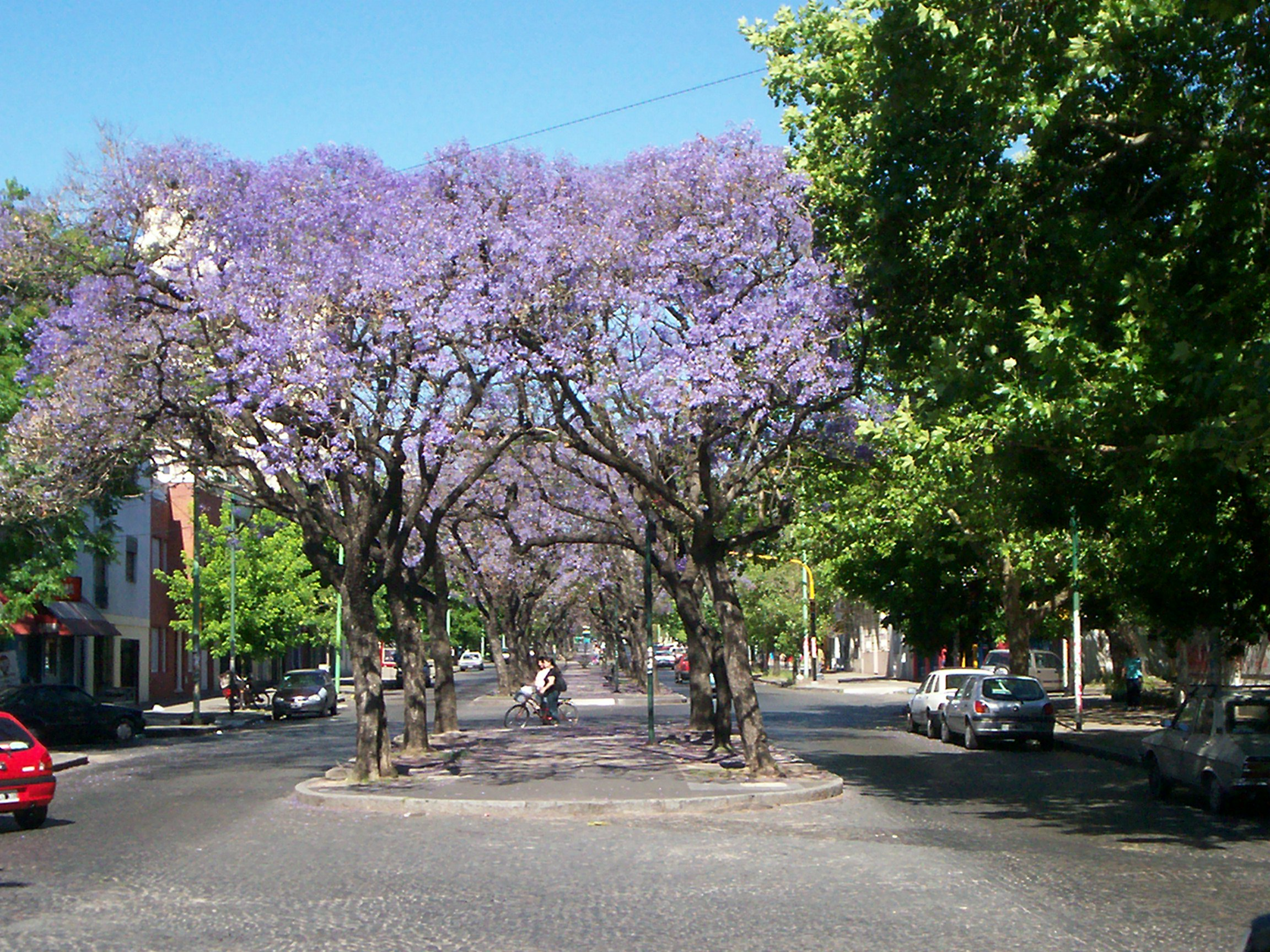
Vista de la diagonal 73 en primavera, los árboles cuyo follaje está cubierto por flores de color lila-azul son jacarandás.

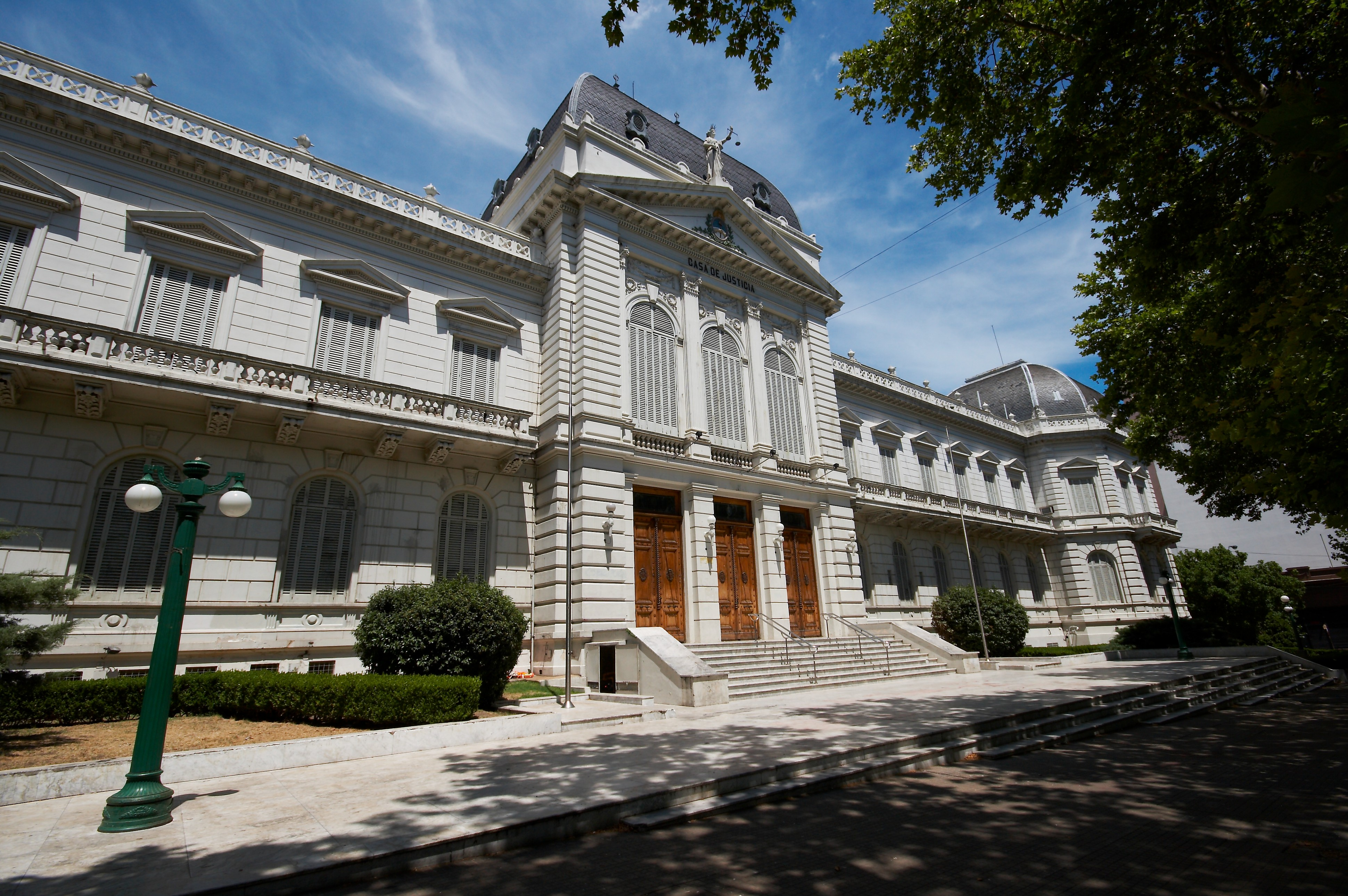
Palacio de Justicia.

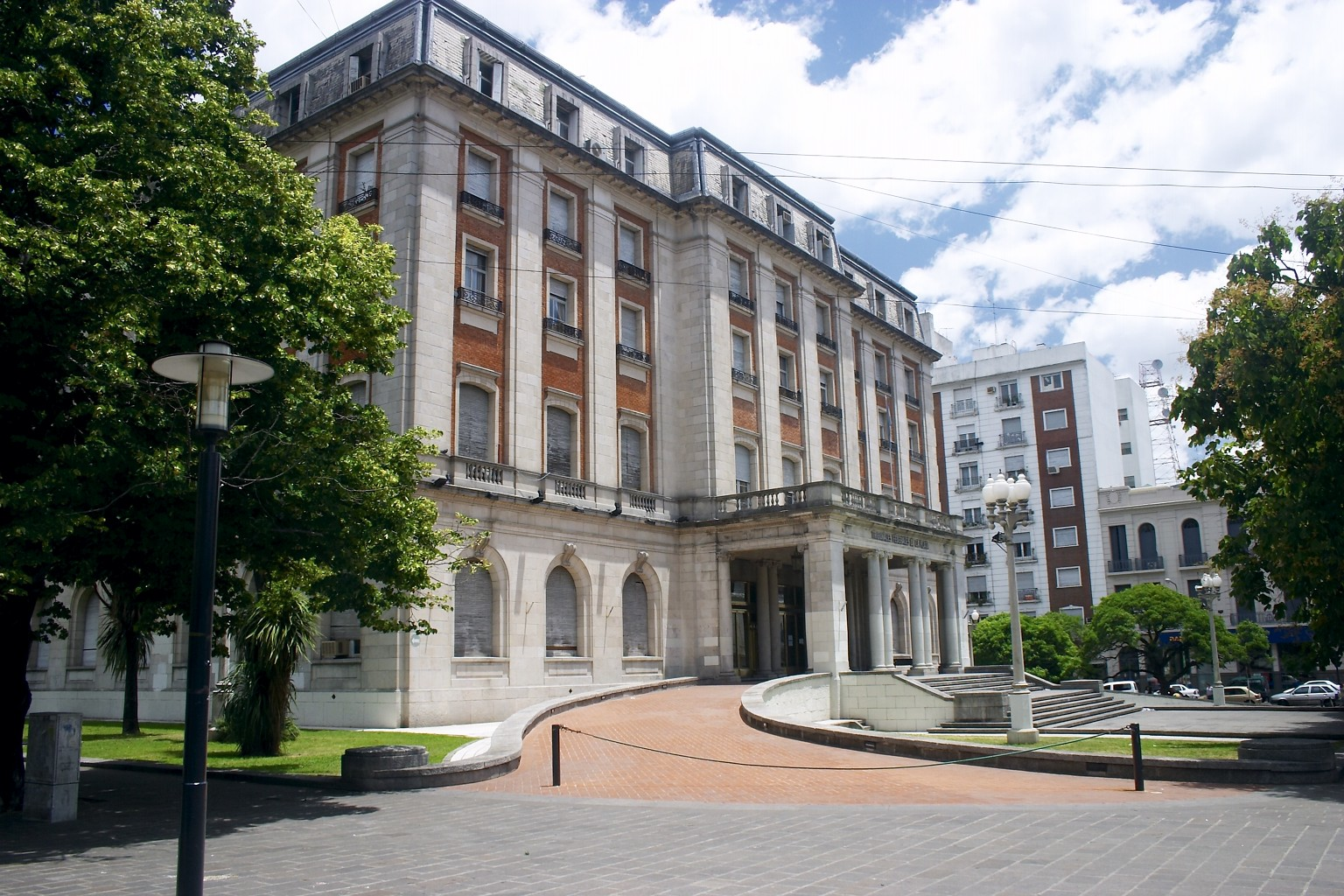
Juzgados Federales de La Plata (ex Hotel Provincial).

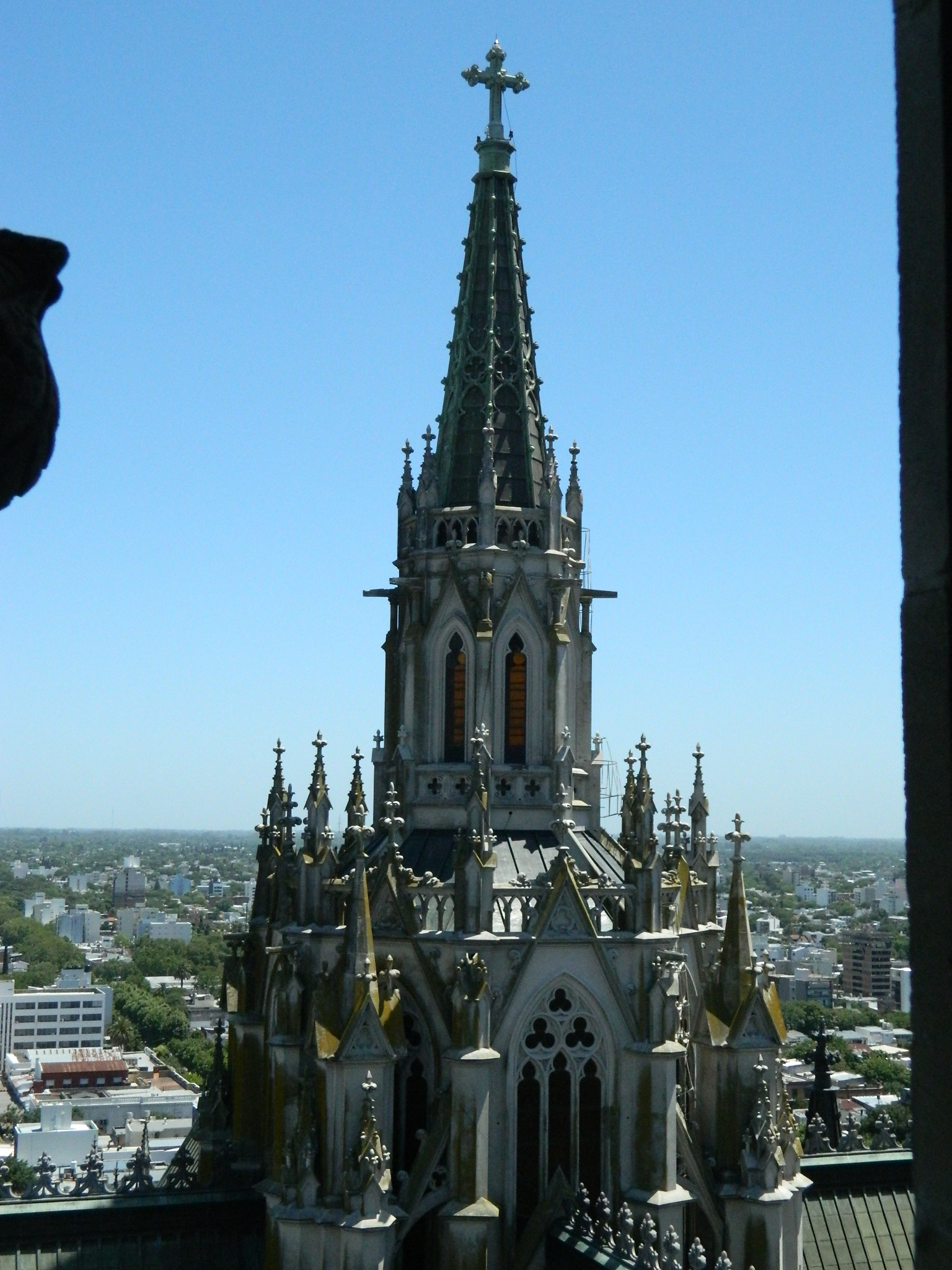
Vista desde una de las torres de la Catedral de la Plata

### Urbanismo
La Plata es una ciudad planificada, paradigma de planificación urbanística de fines del siglo XIX. También es un ejemplo del higienismo que comenzaba a tomar importancia en esa época.
Esta ciudad fue diseñada desde su origen, con criterios paisajísticos y estéticos del urbanismo renacentista, del siglo XV.
Su trazado en cuadrícula con diagonales y plazas cada seis cuadras, en intersección de avenidas, responde a criterios de organización, equilibrio y orden entre este espacio construido y el espacio verde el cual funciona como articulador, creando espacios de encuentro e intercambio social. Esto puede verificarse en las ciudades ideales que las plazas nacían para ser el centro de la ciudad, donde esta se consideraba un elemento fundamental y estratégico.
Por otro lado, otra característica importante es el perímetro de la ciudad de La Plata, donde tiene un límite visible, que se puede controlar. Esto puede compararse con la organización espacial que se plantea en la ciudad ideal, que es rígida y acotada.
Por ser una ciudad proyectada antes de construirse, con pensamientos tributarios del racionalismo triunfante con la Revolución francesa, puede afirmarse que es la primera construida en el mundo de acuerdo a las ideas republicanas, en medio del afianzamiento de la Revolución Industrial, la consagración de la ciencia positivista y el nacimiento de la utopía de una vida social y ecológicamente más armónica.
El trazado de la ciudad, concebido por el Departamento de Ingenieros a cargo del ingeniero Pedro Benoit, se caracteriza por una estricta cuadrícula y sus numerosas avenidas y diagonales, que ocupa alrededor de 25 km². La forma aproximada del plano original es la de un cuadrado de 38 x 38 cuadras, en su mayoría también cuadradas. La convergencia de las dos diagonales más importantes, 73 y 74, que atraviesan la ciudad de este a oeste y de norte a sur, respectivamente, se produce en la Plaza Moreno, la principal de la ciudad, en cuyo centro se encuentra la Piedra Fundamental.

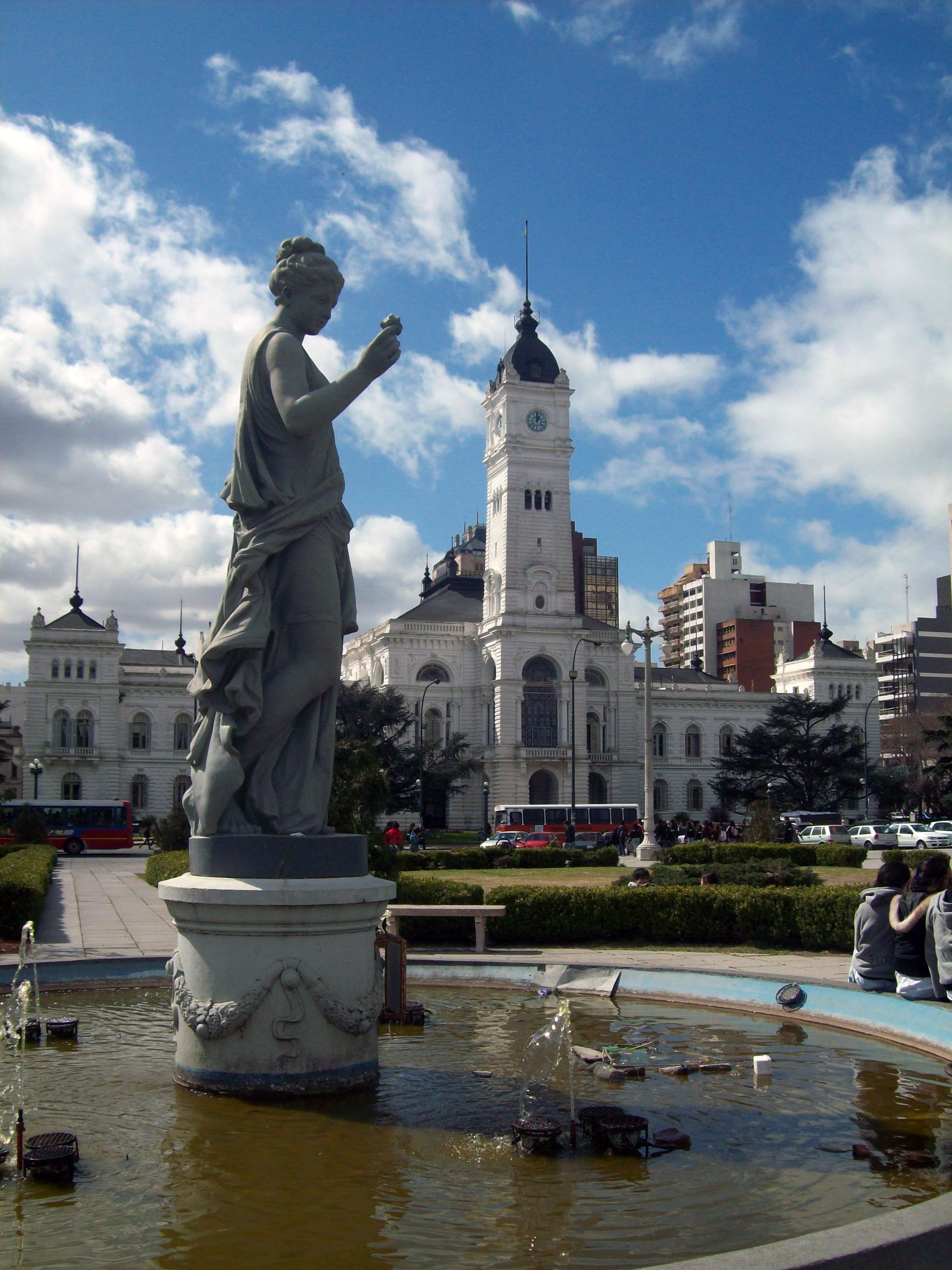
Las Cuatro Gracias («diosas de las estaciones»), enfrentadas entre sí, frente a la Catedral, y a la Municipalidad.

En la «ciudad de los tilos y las diagonales», cada seis calles se encuentra una avenida, y en cada intersección de avenidas aparece uno de sus 23 parques y plazas (incluido el paseo del Bosque), interconectados a su vez por diagonales. La ciudad se presenta como una de las más forestadas del país, con calles con tilos, plátanos, jacarandás, arces americanos, naranjos, palos borrachos y paraísos, entre otras especies. El árbol patrono es el ombú, que fue elegido por el ingeniero agrónomo Alberto Oitavén en 1936 por ser un árbol característico de la provincia de Buenos Aires.
Sobre la dirección sudoeste-nordeste y sobre uno de los ejes de simetría de la ciudad están las Avenidas 51 y 53, que encierran el llamado Eje Monumental de La Plata, donde están los edificios fundacionales, construidos al mismo tiempo en la época de la fundación de la ciudad, tras una convocatoria internacional de propuestas, a partir de 1883.
Aunque hay otras áreas de la ciudad jerarquizadas por edificios públicos, como la Plaza Malvinas Argentinas con su Centro Cultural homónimo, la Plaza Rocha con la Biblioteca de la Universidad, el Parque Saavedra con el Hospital Sor María Ludovica y la antigua Estación del Ferrocarril Provincial (actual Centro Cultural Estación Provincial), el resto de las plazas y nudos de avenidas de la ciudad carecen de mayor importancia urbana.
Sobre el borde nordeste de La Plata, Benoit proyectó el paseo del Bosque, un inmenso espacio verde y público inspirado en el Parque 3 de Febrero de Buenos Aires. Aunque su idea original no se respetó, ya que en 1884 ya se decía que parte de las tierras del parque serían destinadas para el futuro Hipódromo de La Plata, el Bosque sigue siendo el principal parque platense. A lo largo del siglo XX, numerosos edificios y concesiones a entidades privadas siguieron adueñándose de las tierras públicas del paseo del Bosque. Aun así, hoy en día se destacan su lago, el anfiteatro Martín Fierro, su Jardín Zoológico y Botánico de estilo victoriano, el observatorio astronómico, y el Museo de Ciencias Naturales, dependiente de la UNLP, con sus famosas colecciones.

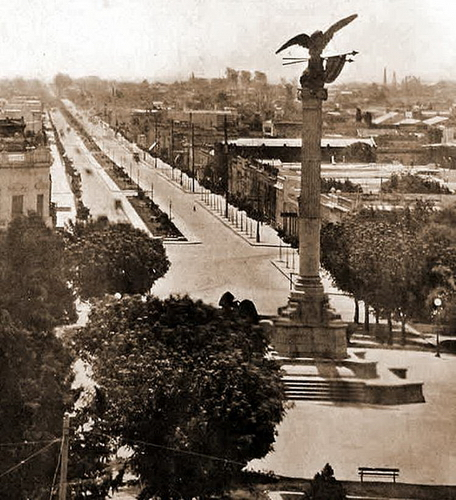
Plaza Italia. El Águila en la Columna

Un eje urbano secundario, especializado en la actividad bancaria, se creó sobre la Avenida 7, entre la Plaza San Martín y la Plaza Italia, con las sedes de bancos tanto públicos (municipal, provincial y nacional) como privados. La Universidad Nacional de La Plata, nacionalizada en 1905, ocupó principalmente el paseo del Bosque, aunque también creció sobre la Avenida 7 y la Plaza Rocha.
Una Avenida de Circunvalación bordea la ciudad, formando las aristas perimetrales de este cuadrado ideal que consistió en el plano urbano original. Está compuesta por las Avenidas 32, 122, 72 y 31, e incluye cuatro avenidas curvas que evitan los vértices del “cuadrado”, llamadas boulevards 81, 82, 83 y 84. Una serie de diagonales menores conectan los cruces de las avenidas principales y sus plazas.
La anchura de las calles de La Plata permitió la inserción del automotor: en 1908 se organizó la Copa challenge de l’auto, cuyo recorrido era desde Buenos Aires a La Plata (75 km).

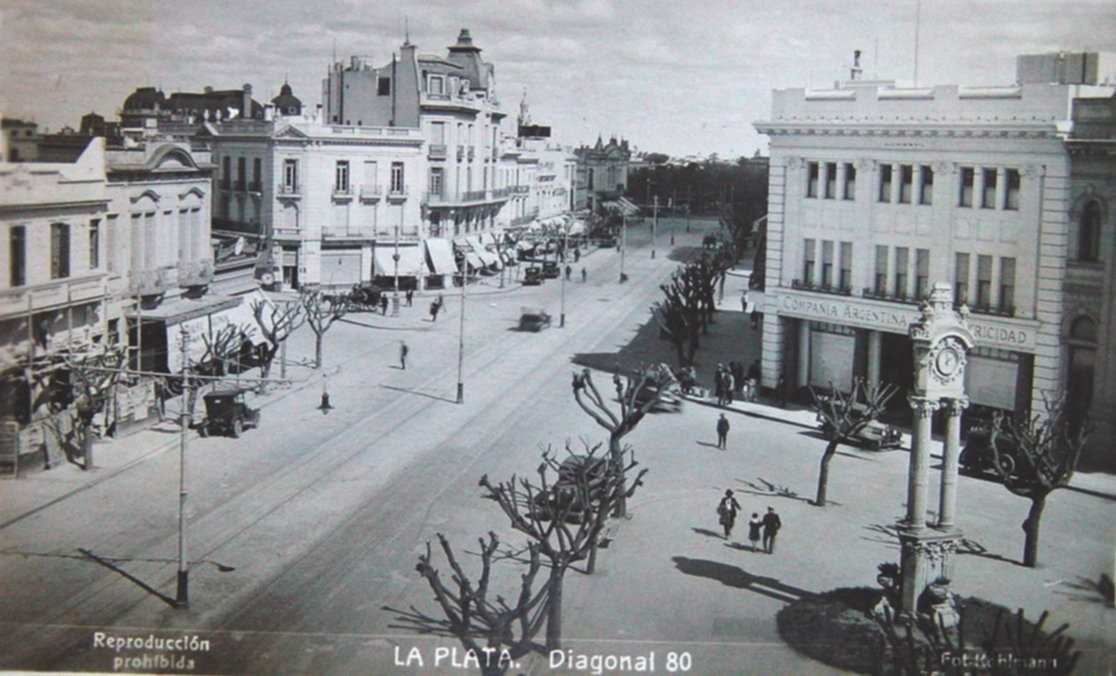

En 1909 el Aero Club Argentino convocó a otra serie de carreras en la misma ciudad de La Plata, realizada en el hipódromo de la ciudad, que Dardo rocha decretó como “circo de carrera”; a su vez se fomentaba el uso de los autos a través de las carreras.
En 1910 la ciudad era visitada por excursiones organizadas por el Automóvil Club Argentino, debido a su cercanía a Bs As; siendo incluida en el universo del uso del automóvil.
El TCA era una institución que buscaba fomentar el uso del automotor, construyó, los caminos desde Buenos Aires a las localidades de Olivos y La Plata, que permitieron el comienzo del uso de los autos para el paseo fuera de la ciudad.

## Edificios

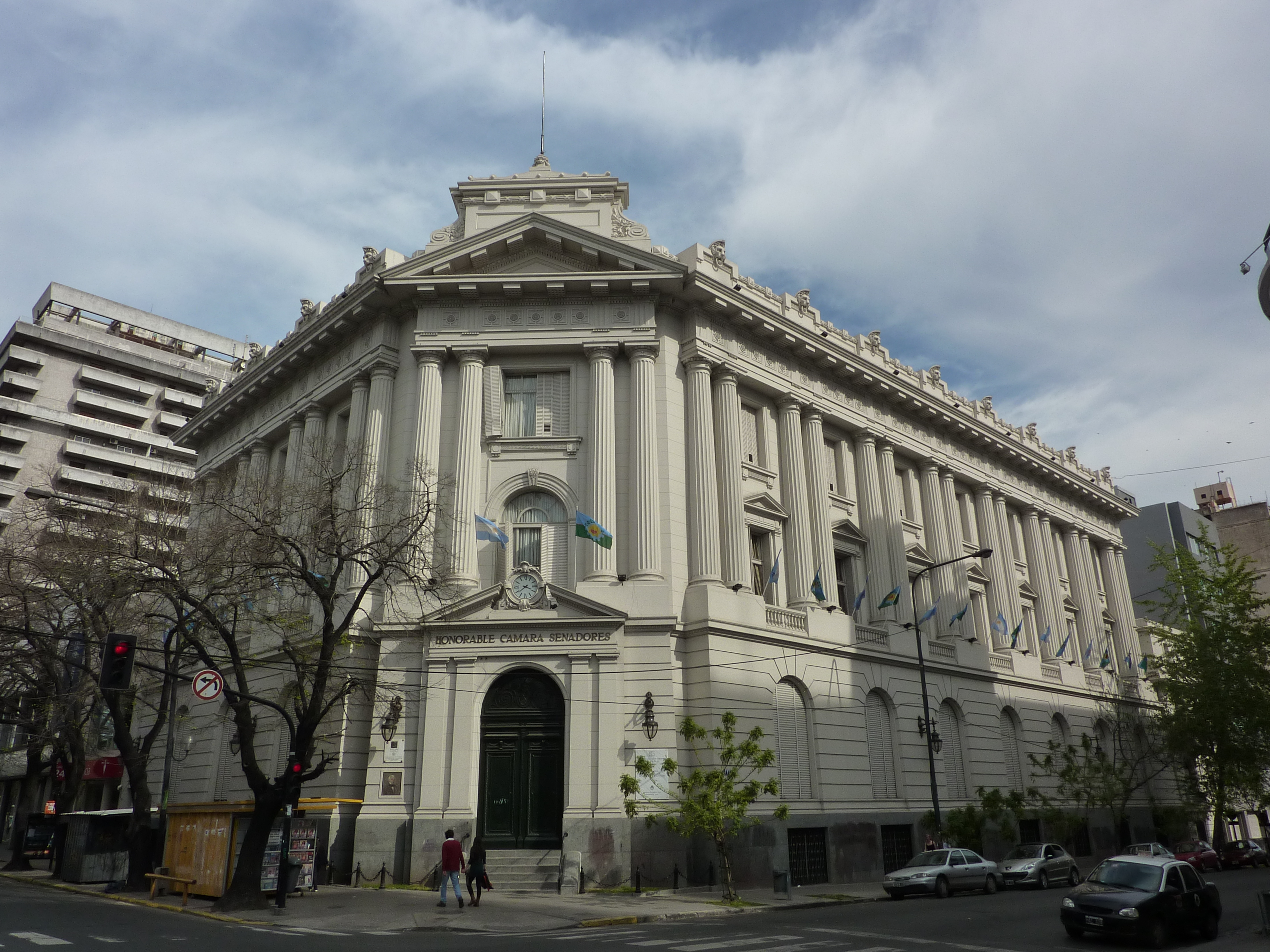
Ex Banco Hipotecario Nacional de La Plata

Comenzando por la Plaza Moreno, allí se encuentran enfrentados la Municipalidad y la imponente Catedral ubicada en 14 N.º 1943 entre 51 y 53, de estilo neogótico, cuyas torres de 112 m, pudieron ser completadas recién en 1999. Puntos destacados de la ciudad son el Museo de Ciencias Naturales, y el Eje Monumental: los edificios de la Gobernación, la Legislatura Provincial, el nuevo Teatro Argentino y el Hipódromo.
Otra obra importante es la Casa Matriz del Banco de la Provincia de Buenos Aires, situado entre las calles 6, 7, 46 y 47. Esta construcción fue proyectada por los arquitectos Juan A. Buschiazzo y Luis Viglione. Se inauguró el 19 de abril de 1886, siendo modificado en 1913 y en la década de 1970.
En 1948, el Dr. Pedro Curutchet encomendó a Le Corbusier el proyecto de su casa-consultorio. La Casa Curutchet es una obra singular de la arquitectura moderna, única obra del arquitecto suizo en América Latina y la más trascendente de la arquitectura moderna en Argentina.
Arquitectónicamente destacan la gran catedral neogótica llamada La Colorada, la antigua estación central de ferrocarriles; en 1977 la ciudad perdió, debido a un incendio, uno de sus más valiosos monumentos: el Teatro Argentino de La Plata, de estilo predominantemente neoclásico. En su lugar se construyó un nuevo teatro de estilo brutalista. La ciudad cuenta además con el Estadio Ciudad de La Plata de arquitectura moderna influenciada por arquitectura High-tech, mediante un concurso nacional de la década de 1970 que se modificó en un proyecto posterior para ampliar su capacidad y cubrirlo. En enero de 2011 se terminó de colocar la cubierta semitransparente de kevlar y resinas plásticas.

### Pérdidas y actualidad
En 1995, se impulsó el pedido ante la UNESCO para que La Plata fuera declarada Patrimonio Cultural de la Humanidad. El intento se reiteró en 1999, y en 2005 el intendente Julio Alak insistió. Mientras, nacía el Plan Participativo de Recuperación y Puesta en Valor del Patrimonio, se creó desde legislación propia hasta una Dirección de Patrimonio, se restauraron algunos edificios simbólicos –lo que disparó la habitual ola de sana imitación entre los privados, que en esto siguen el ejemplo oficial– y se instalaron algunas ideas potentes.
Sin embargo, y a pesar de sus reiterados intentos y de la visita de comitivas que recorrieron la ciudad, no logró su objetivo, ya que los especialistas declararon que La Plata no reunía las condiciones suficientes para la declaración. A fines de 2006, la Municipalidad de La Plata hizo un largo trabajo de identificación y fichado de 55 000 edificios en las 1600 manzanas de la zona histórica; del cual resultó un catálogo con casi 1700 edificios en su ciudad, protegidos en diferentes niveles.

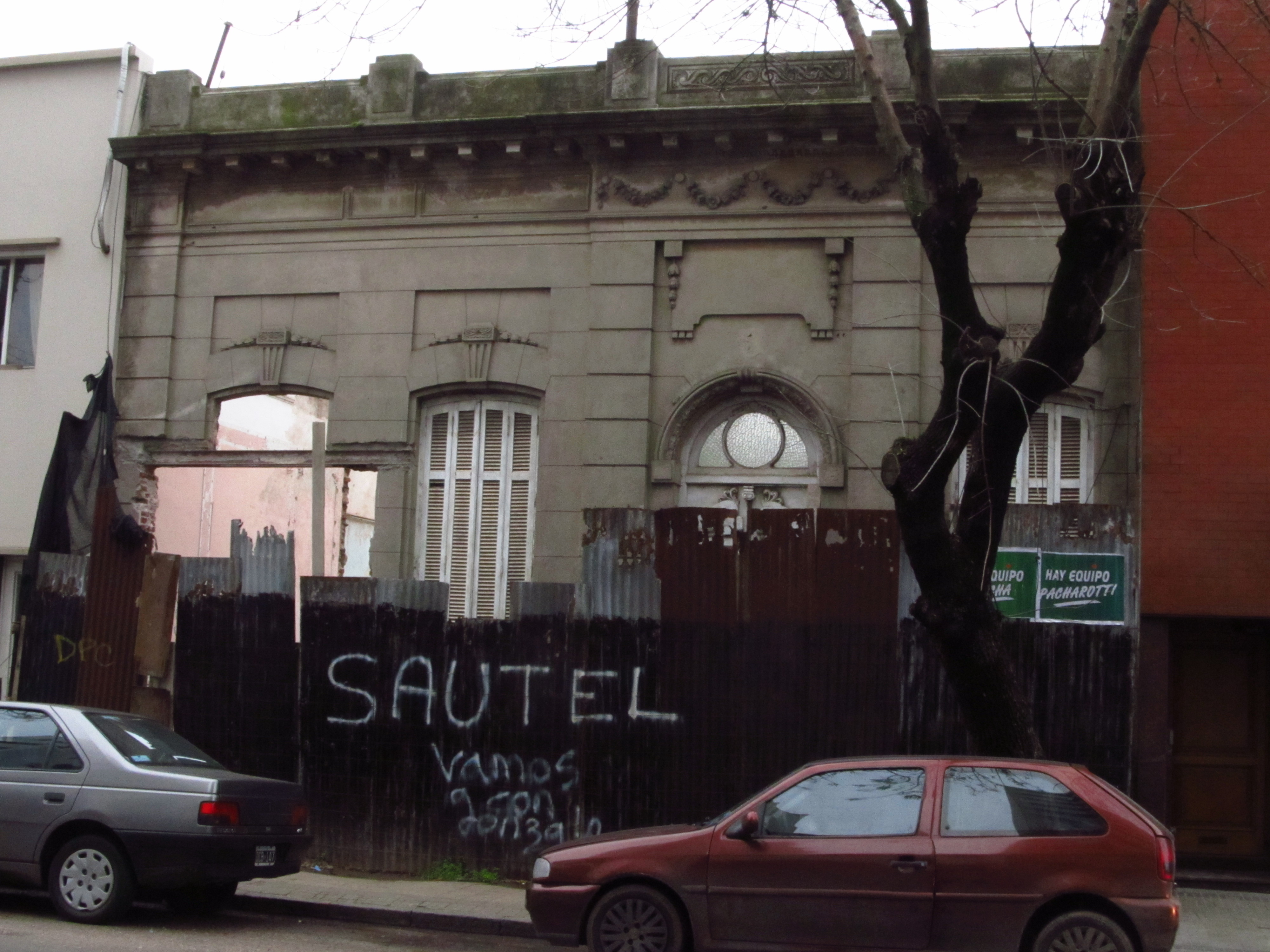
Demolición en 2012 de la casa de Cipriano Reyes, fundador del Partido Laborista, la cual estaba protegida y se encontraba en calle 59 entre 11 y 12.

Pero en dirección opuesta a lo hecho anteriormente, durante la gestión de Pablo Bruera, en 2010 el Concejo Deliberante aprobó un nuevo Código de Ordenamiento Urbano (COU) que elevó a 45 metros la altura permitida en el centro histórico de la ciudad; sancionado sobre tablas, sin debate y pasando solo por una reunión de la Comisión de Planeamiento de la que echaron a los vecinos e impidieron el acceso a la prensa. Asociaciones vecinales y ONG de la ciudad llevaron el Código a la Justicia en 2011, presentando una demanda por inconstitucionalidad ante la Suprema Corte de la Provincia, que dictó una medida cautelar contra el mismo en mayo de 2011. Este juicio sigue a la espera de sentencia definitiva. El cambio en el Código desprotegió ex profeso la arquitectura fundacional y el rico legado cultural edificado de La Plata, y permitió una oleada de demoliciones, por lo que la ciudad fue incluida en 2011 e incorporada a la agenda 2012 en la lista de los 100 sitios en peligro, nominación patrocinada por World Monuments Fund (Fundación para los Monumentos del Mundo) que busca y promueve acciones y financiamiento para lugares históricos y patrimoniales en peligro.
Además del surgimiento de asociaciones vecinales como Defendamos La Plata, grupos en Internet y ONG como S.O.S. La Plata organizadas en reclamo por la protección del patrimonio de la ciudad, se han realizado varios análisis de los efectos negativos de las nuevas leyes de edificación en el centro de la ciudad.
Con la postulación ante la UNESCO, en 1998 el concejal Claudio Frangul promovió la creación de la Ordenanza 9008, aprobada ese mismo año, con la cual se le dio protección al adoquinado de La Plata para que se lo preservara en buenas condiciones y no pudiera ser retirado, reemplazado o tapado con otro material. Sin embargo, veinte años después, su impulsor votó la Ordenanza 11738, que iba en contra de su antecesora y autorizaba pavimentar calles asfaltadas. Esta ordenanza fue rechazada por el concejal Gastón Crespo, quien tres años más tarde cambió de convicciones y votó una nueva ordenanza, autorizando la quita de protección a más calles de adoquines, declaradas como patrimoniales.
Tres años más tarde, durante la intendencia de Julio Alak (quien había promovido en un anterior mandato las anteriores protecciones al patrimonio, para la postulación ante la UNESCO), se derogó la Ordenanza 9008 (que protegía 38 kilómetros de calles adoquinadas) para ser reemplazada por una nueva ordenanza (que protegía apenas 6 kilómetros, significando una pérdida del 84% del adoquinado patrimonial).
Asimismo, La Plata se constituye como la única capital de provincia argentina que, si bien tiene aeropuerto, no se utiliza para la actividad aerocomercial, por lo que constituye el único caso de un distrito capital de provincia aislado y desconectado tanto para vuelos de cabotaje de la misma línea de bandera Aerolíneas Argentinas como también desconectado de vuelos internacionales, dado que el mismo se usa solo para vuelos oficiales y como escuela de vuelo (Aeropuerto de La Plata).

### Premios recibidos por la ciudad
La ciudad fue premiada en la Exposición Universal de París en 1889, evento en el cual a la nueva urbe se la premia con dos medallas doradas en las categorías «Ciudad del Futuro» y «Mejor realización construida».

### Cementerio platense

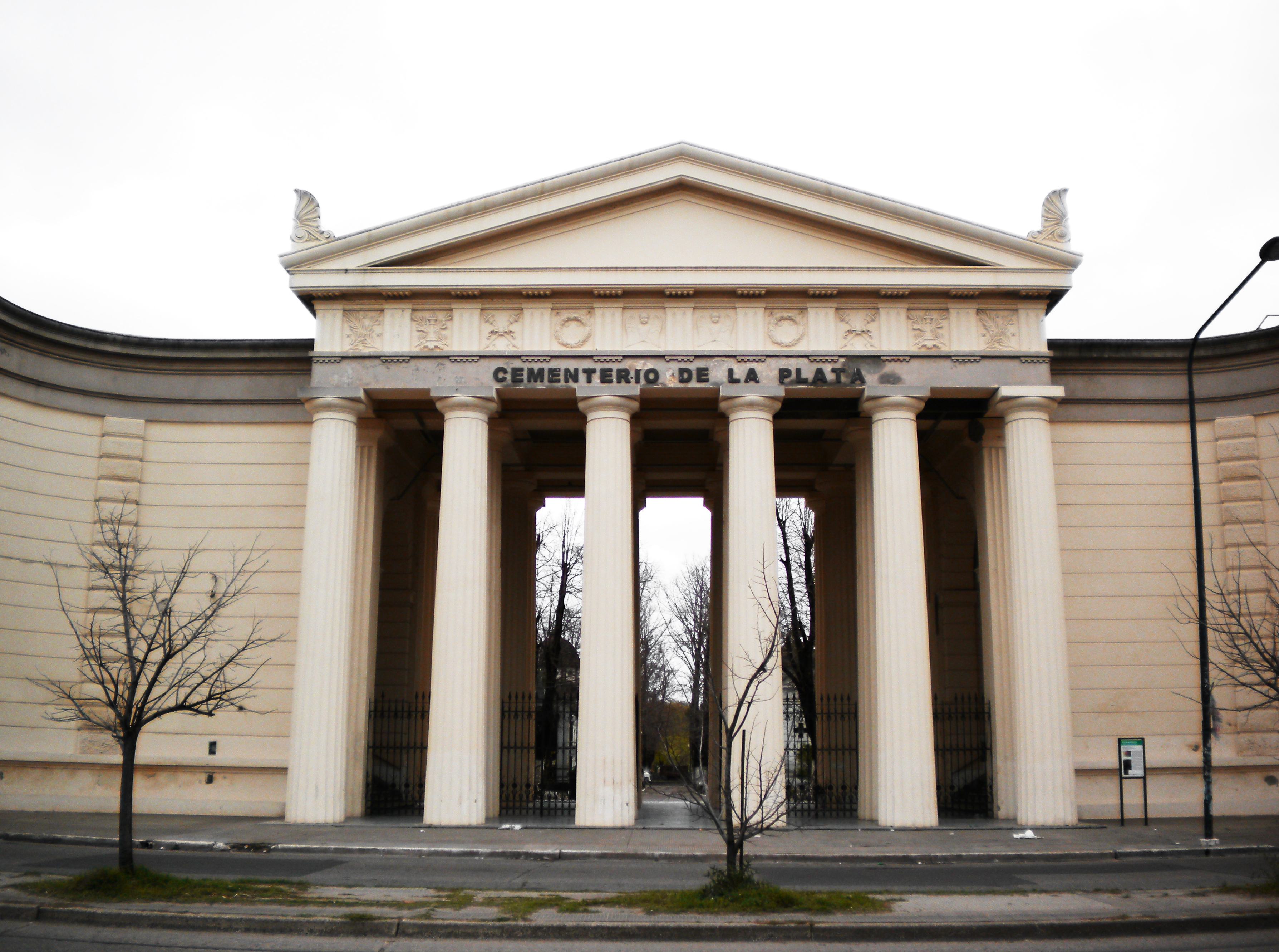
Cementerio, acceso frente. Estructura dórica.

El cementerio municipal de La Plata fue habilitado en 1887 para funcionar como necrópolis de la nueva capital de la provincia de Buenos Aires. Fue diseñado por Pedro Benoit, quien también participó en el diseño de la ciudad. Dicho diseño guarda similitudes con el trazado urbano de la ciudad de La Plata, generándose así una dualidad entre la ciudad de los vivos y la de los muertos: posee avenidas, diagonales, plazas y calles ortogonales. Se encuentra en la intersección de las avenidas 31, 72 y diagonal 74, en el vértice sur. Posee notables rasgos arquitectónicos, tanto en su pórtico como en muchas de sus bóvedas familiares, incluyendo estilos neoclásico, neogótico, art nouveau (en su variante de modernismo catalán), art decó, y revival egipcio. La entrada principal es un impresionante pórtico neoclásico con columnas dóricas.
Tiene como anexo el Cementerio Israelita, dependiente de la Asociación Mutual Israelita Argentina de La Plata, ubicado sobre la Avenida 72.

## Geografía

### Localización
El Casco Urbano de la ciudad limita con las localidades de Villa Elvira, Altos de San Lorenzo, Los Hornos, San Carlos, Tolosa (pertenecientes al Partido de La Plata) y los municipios de Ensenada y Berisso.

### Clima
De clima templado, la temperatura media anual ronda los 16,3 °C y precipitaciones medias anuales calculadas en 993.9 mm. Por su cercanía al Río de la Plata la humedad tiende a ser abundante, siendo la humedad media anual de 80%. En cuanto al viento, su intensidad media anual llega a 12 km/h, siendo predominantes los vientos provenientes del Este, Noreste y Suroeste.
Su temperatura más alta desde la existencia de datos en la estación La Plata Aero fue de 41 °C el 14 de enero de 2022 y su mínima de -5,7 °C el 14 de junio de 1967.

Las nevadas son hechos atípicos y muy poco frecuentes en la ciudad, desde su fundación solo se han producido cinco eventos de caída de nieve: en julio de 1912, en 22 de junio de 1918, en 1928, en el 9 de julio de 2007 y el 6 de junio de 2012.
| Parámetros climáticos promedio de La Plata Aero (1991–2020) | Parámetros climáticos promedio de La Plata Aero (1991–2020) | Parámetros climáticos promedio de La Plata Aero (1991–2020) | Parámetros climáticos promedio de La Plata Aero (1991–2020) | Parámetros climáticos promedio de La Plata Aero (1991–2020) | Parámetros climáticos promedio de La Plata Aero (1991–2020) | Parámetros climáticos promedio de La Plata Aero (1991–2020) | Parámetros climáticos promedio de La Plata Aero (1991–2020) | Parámetros climáticos promedio de La Plata Aero (1991–2020) | Parámetros climáticos promedio de La Plata Aero (1991–2020) | Parámetros climáticos promedio de La Plata Aero (1991–2020) | Parámetros climáticos promedio de La Plata Aero (1991–2020) | Parámetros climáticos promedio de La Plata Aero (1991–2020) | Parámetros climáticos promedio de La Plata Aero (1991–2020) |
| Mes                                                         | Ene.                                                        | Feb.                                                        | Mar.                                                        | Abr.                                                        | May.                                                        | Jun.                                                        | Jul.                                                        | Ago.                                                        | Sep.                                                        | Oct.                                                        | Nov.                                                        | Dic.                                                        | Anual                                                       |
| ----------------------------------------------------------- | ----------------------------------------------------------- | ----------------------------------------------------------- | ----------------------------------------------------------- | ----------------------------------------------------------- | ----------------------------------------------------------- | ----------------------------------------------------------- | ----------------------------------------------------------- | ----------------------------------------------------------- | ----------------------------------------------------------- | ----------------------------------------------------------- | ----------------------------------------------------------- | ----------------------------------------------------------- | ----------------------------------------------------------- |
| Temp. máx. abs. (°C)                                        | 41.0                                                        | 39.5                                                        | 39.1                                                        | 33.6                                                        | 28.0                                                        | 25.5                                                        | 26.2                                                        | 30.1                                                        | 31.0                                                        | 33.4                                                        | 36.8                                                        | 39.9                                                        | 41.0                                                        |
| Temp. máx. media (°C)                                       | 28.9                                                        | 27.8                                                        | 25.8                                                        | 22.1                                                        | 18.2                                                        | 15.1                                                        | 14.2                                                        | 16.4                                                        | 18.1                                                        | 21.0                                                        | 24.4                                                        | 27.5                                                        | 21.6                                                        |
| Temp. media (°C)                                            | 23.1                                                        | 22.2                                                        | 20.2                                                        | 16.4                                                        | 13.0                                                        | 10.1                                                        | 9.2                                                         | 11.0                                                        | 12.8                                                        | 15.9                                                        | 18.8                                                        | 21.6                                                        | 16.2                                                        |
| Temp. mín. media (°C)                                       | 17.4                                                        | 16.9                                                        | 15.2                                                        | 11.7                                                        | 8.7                                                         | 6.0                                                         | 5.2                                                         | 6.3                                                         | 7.9                                                         | 10.7                                                        | 13.4                                                        | 15.8                                                        | 11.3                                                        |
| Temp. mín. abs. (°C)                                        | 6.6                                                         | 5.9                                                         | 3.0                                                         | 0.0                                                         | -3.4                                                        | -4.3                                                        | -5.4                                                        | -3.8                                                        | -1.5                                                        | -1.1                                                        | 1.4                                                         | 3.2                                                         | -5.4                                                        |
| Precipitación total (mm)                                    | 111.0                                                       | 112.8                                                       | 106.5                                                       | 98.2                                                        | 78.0                                                        | 58.6                                                        | 78.7                                                        | 67.5                                                        | 71.4                                                        | 101.0                                                       | 95.3                                                        | 93.7                                                        | 1072.7                                                      |
| Días de precipitaciones (≥ 0.1 mm)                          | 8.1                                                         | 7.1                                                         | 7.2                                                         | 7.4                                                         | 6.3                                                         | 6.1                                                         | 6.5                                                         | 6.3                                                         | 6.9                                                         | 8.5                                                         | 7.9                                                         | 7.2                                                         | 85.4                                                        |
| Horas de sol                                                | 251.1                                                       | 229.6                                                       | 210.8                                                       | 186.0                                                       | 155.0                                                       | 120.0                                                       | 127.1                                                       | 161.2                                                       | 171.0                                                       | 207.7                                                       | 225.0                                                       | 238.7                                                       | 2283.2                                                      |
| Humedad relativa (%)                                        | 72.2                                                        | 75.7                                                        | 79.1                                                        | 82.2                                                        | 85.1                                                        | 84.4                                                        | 83.7                                                        | 81.4                                                        | 79.0                                                        | 78.6                                                        | 74.3                                                        | 70.8                                                        | 78.9                                                        |
| Fuente: Servicio Meteorológico Nacional                     |                                                             |                                                             |                                                             |                                                             |                                                             |                                                             |                                                             |                                                             |                                                             |                                                             |                                                             |                                                             |                                                             |

### Sismicidad
La región responde a la «falla de Punta del Este», con sismicidad baja; y su última expresión se produjo el 30 de noviembre de 2018 (6 años), a las 10:27 UTC-3, con una magnitud de 3,8 en la escala de Richter.

## Infraestructura

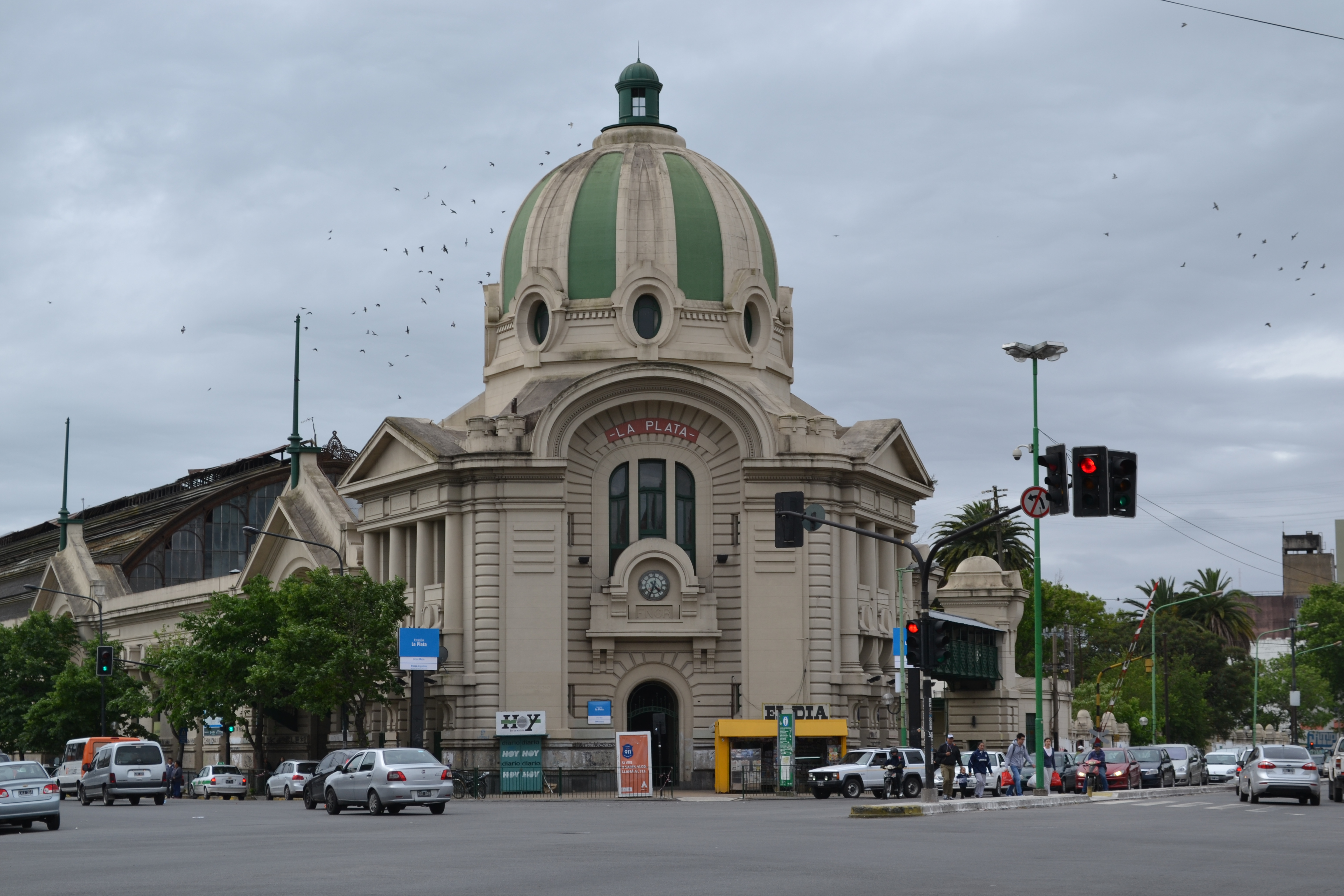
Estación La Plata del Ferrocarril Roca.

### Transportes
En el interior del casco urbano corren 26 líneas de colectivos (cuatro municipales regulares: Norte, Sur, Este, Oeste; cinco municipales semirrápidos: 506, 508, 518, 520 y 561; once provinciales de recorrido urbano: 202, 203, 214, 215, 225, 273, 275, 307, 338, 414 y 418; cuatro provinciales de recorrido interurbano: 290, 340, 351 y 411; y dos nacionales: 129 y 195), las cuales comunican con los diferentes barrios de la ciudad (Tolosa, Ringuelet, Manuel B. Gonnet, City Bell, Villa Elisa, Villa Elvira, El Peligro, Altos de San Lorenzo, Joaquín Gorina, Arturo Seguí, José Hernández, San Carlos, Melchor Romero, Abasto, Los Hornos, Lisandro Olmos, Ángel Etcheverry, Villa Garibaldi e Ignacio Correas, entre otros); en el caso de las líneas provinciales, cubren servicios con los vecinos Partidos de Berisso, Ensenada, Berazategui, Florencio Varela, Brandsen, San Vicente, Monte, Las Flores y Magdalena; y las nacionales que también ofrecen conexiones con la Ciudad de Buenos Aires.
Las unidades de colectivos que recorren la ciudad disponen de sistemas de posicionamiento satelital (GPS) en todas las unidades móviles municipales y provinciales para efectuar el monitoreo de recorridos, cumplimientos de horarios y frecuencias. Permite también, en algunas paradas, informar a los usuarios del tiempo aproximado de llegada de la unidad.

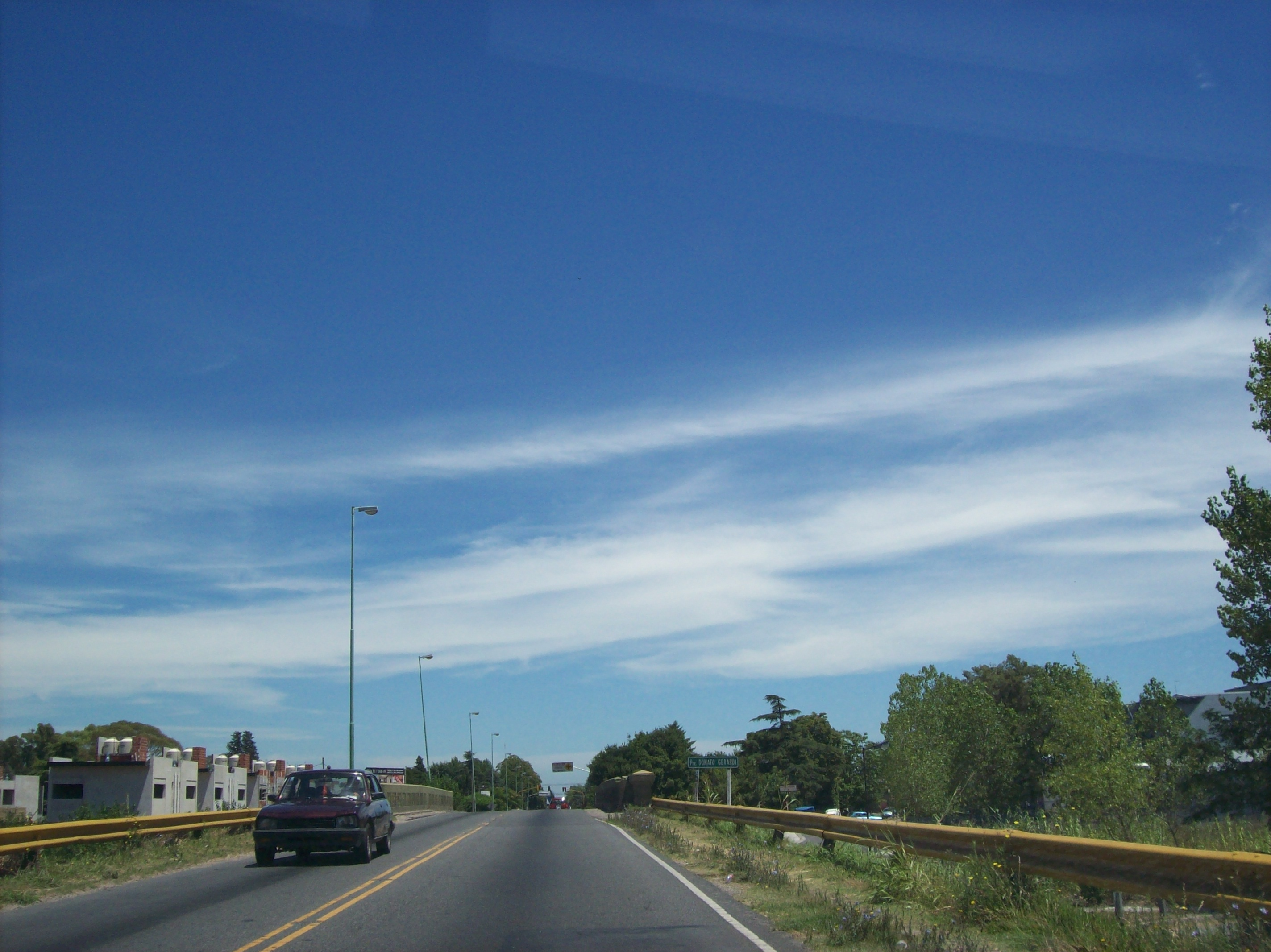
Camino General Belgrano hacia el oeste en el barrio Manuel B. Gonnet. En el centro de la imagen, el puente de hormigón «Donato Gerardi», construido a principios del siglo XX, sobre las vías del ferrocarril entre Ringuelet y Coronel Brandsen.

Está vinculada principalmente con la Ciudad de Buenos Aires por el Ferrocarril General Roca, en este momento en manos del Estado Nacional, y por la Autopista Ricardo Balbín (más conocida como autopista Buenos Aires-La Plata), de 50 km de longitud, lo que hace más rápida las comunicaciones entre sus habitantes. La autovía es actualmente administrada por el estado provincial a través de la empresa AUBASA. El Ferrocarril General Roca conecta la ciudad con gran parte de las localidades del sur del Gran Buenos Aires y con la ciudad de Buenos Aires (ramal Constitución - La Plata). También desde la estación La Plata se conecta con el Tren Universitario.
Otras conexiones de importancia con el Gran Buenos Aires y el Interior son el Ferrocarril Provincial (actualmente clausurado), la Avenida Juan Domingo Perón (más conocida como Camino Centenario), el Camino General Belgrano (Ruta Provincial 1, ex Ruta Nacional 1), la Ruta Provincial 215, las Rutas Provinciales RP 6 y la RP 11.

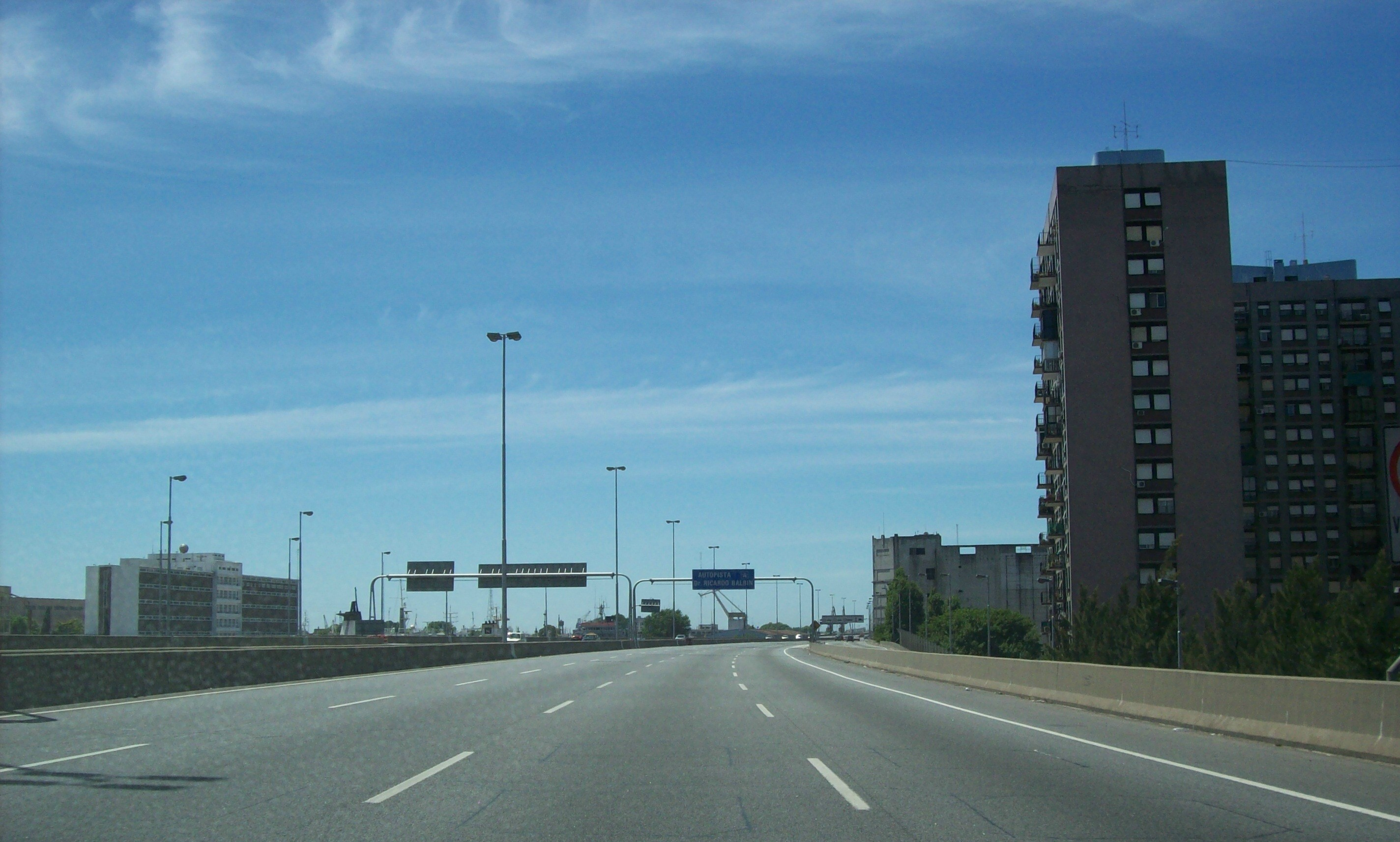
Autopista La Plata - Buenos Aires.

Fuera de la planta original de La Plata, en el partido de Ensenada a pocos kilómetros al noreste se encuentra el Puerto de La Plata, extendido hasta el Río de la Plata por el Río Santiago rectificado y canalizado. Tal puerto, aunque significó una gran inversión a finales de siglo XIX e inicios de siglo XX, se ha mantenido subutilizado. Las coordenadas de ubicación geográfica del Puerto La Plata, conforme al sistema de coordenadas WGS 84, son: 34° 52,00210’ de Latitud Sud y 57° 53,99408’ de Longitud Oeste; transformada en coordenadas Gauss Kruger (Faja 6) es: 6.141.791,43440 m Norte y 6.417.715,47260 m Este.
A partir de 2013 la municipalidad lanzó el programa La Plata en Bici para fomentar el uso de medios de trasporte ecológicos y saludables, aunque sin invertir en infraestructura vial para el ciclista (bicisendas y ciclovías).
En las cercanías de la ciudad se encuentra el aeropuerto platense, utilizado para tareas estratégicas como comunicaciones y vuelos oficiales, ubicado a 7 km del centro de la ciudad, en Avenida 7 esquina 610 S/N.º (B1900) Barrio Aeropuerto, y sus coordenadas son latitud 34° 58′ 28″ S y longitud 57° 53′ 44″ O.
Anteriormente en la ciudad había una línea de tranvías, la cual funcionó entre 1884 y 1966. En un principio se utilizaban tranvías tirados por caballos, y la primera línea contaba con 8 coches, 10 jardineras, 25 zorras para carga y 254 caballos, tenía 53 empleados y aproximadamente 30 000 usuarios, y con un recorrido de 16 km llegaba hasta Ensenada.
En 1980 ya había 14 líneas con 360 km de recorrido, y en 1909 un directorio con sede en Londres se hizo con la administración de la empresa y aportó 500 000 libras para la ampliación y electrificación del servicio, convirtiendo así a la ciudad en la primera en América del Sur en tener tranvía eléctrico.
Sin embargo, en 1948 el municipio decretó la caducidad de la concesión y expropió los bienes de la empresa. A partir de ese momento comenzó la debacle del servicio que, para contrarrestar el efecto, incorporó 100 coches que habían circulado con anterioridad en la Ciudad de Buenos Aires y que cuyo gobierno dejó de utilizar. A la par, se repavimentaron las calles 7 y 60, avenidas principales de la ciudad, y se retiraron las vías, lo que junto con el auge de otros medios de transporte, llevaron a que se clausuren líneas improductivas. Más tarde, el estado entró en déficit y decidió la supresión del servicio para el 31 de diciembre de 1966.

## Servicios públicos

#### Agua
El servicio de agua corriente y cloacas es administrado desde 2002 por Aguas Bonaerenses S.A. (ABSA).

#### Electricidad
El servicio eléctrico se encuentra desde el año 1992 a cargo de la empresa distribuidora EdeLaP S.A., empresa perteneciente a AES Corporation. AES se vanagloria de brindar su servicio en la primera ciudad de Sudamérica en contar con energía eléctrica e iluminación pública. El contrato de concesión se firmó mediante la promulgación de la Ley Nacional 2.065 de 1991.
El pico máximo histórico de demanda eléctrica se dio en el invierno de 2009, con 575 MW.

#### Gas
El servicio de gas natural es suministrado por Camuzzi Gas Pampeana S.A. Esta concesión fue adjudicada a la empresa en diciembre de 1992 como parte de la de la privatización de Gas del Estado y tiene una licencia de distribución exclusiva y renovable de 35 años para operar el sistema de distribución de gas natural.
Las acciones de la empresa se distribuyen entre Camuzzi Argentina S.A. (56,91%) y Sempra Energy (43,09%).

#### Telefonía
El servicio de telefonía pública lo brinda Telefónica de Argentina, filial del grupo español Telefónica en Argentina.
La telefonía celular es brindada por 4 empresas: Movistar, Personal, Claro y Nextel.

#### Penetración de los servicios públicos
Sus habitantes cuentan con un elevado acceso a los servicios públicos: el 77,7 % cuenta con desagüe a red (cloacas), el 91,9 % cuenta con agua de red, el 98,9 % cuenta con electricidad de red, el 89,5 % cuenta con gas natural de red, el 93,5 % con alumbrado público, el 93,7 % con recolección de residuos y el 86,4 % de los hogares cuenta con telefonía pública.

## Medios de comunicación

#### Gráfico
Son cinco los medios gráficos de mayor importancia, los diarios: El Día (fundado en 1884) ―el cual edita a la vez a El Plata (desde 1998)―, Hoy (fundado en 1992), Diagonales (desde 2008) y Pregón (fundado en 1942).
A ellos vale agregar a los medios que componen el Grupo Realpolitik, principalmente su agencia de noticias bonaerense Realpolitik. Otras importantes agencias de noticias son Noticia Baires, Infocielo y Letra P. Entre las revistas que se editan en la ciudad tienen mayor relevancia: La Tecla (información política provincial) y La Pulseada, de la organización del Padre Cajade.[cita requerida]

#### Audiovisual
La ciudad cuenta con dos emisoras de televisión de aire y tres canales de cable. LS86 TV Canal 2 de La Plata, conocido como el canal abierto América TV, realiza su transmisión desde La Plata, si bien sus estudios principales están ubicados en la Ciudad de Buenos Aires. Open Televisión (Canal 4) es el único canal abierto que realiza todas sus operaciones en La Plata, siendo posible sintonizarlo sólo en el Gran La Plata, pero no así en partidos aledaños. También existen 3 canales de TDT que transmiten desde La Plata. Imagen Platense y La Plata TeVe son dos canales locales pertenecientes a los principales operadores de cable (Flow (Argentina)), estos sumados al canal «Somos La Plata, Berisso y Ensenada» que al igual que en otras ciudades del país trasmite desde la ciudad de las diagonales, siendo accesibles exclusivamente por los aparatos conectados a la red de cable. Además de estos operadores, DirecTV y Telecentro también ofrece sus servicios en la ciudad.

#### Radiofónico
La ciudad cuenta con una infinidad de radios FM y AM. La Plata es sede de LS11 Radio Provincia de Buenos Aires, perteneciente al Estado Bonaerense, cuya frecuencia de AM es 1270 kHz y de FM 97.1 MHz. Por su parte, se destaca LR11 Radio Universidad Nacional de La Plata, que transmite en las frecuencias de 1390 kHz en AM y 107.5 MHz en FM. La radio, perteneciente a la universidad nacional local, fue la primera radio universitaria del mundo.
AM Rocha, que transmite en AM 1570 kHz es la primera emisora privada de amplitud modulada de la ciudad de La Plata, inició sus transmisiones el 4 de junio de 1989 y posee una variada programación. En la frecuencia de 1630 kHz transmite AM Radio Diagonal, con música y noticias.
Entre las numerosas estaciones de radio FM que hay en La Plata, se destacan: FM Platense FM 89.9 221 Radio FM 103.1; Red 92 FM 92.1 ; La Número Uno en Éxitos FM 96.5; FM 99.1 y FM La Redonda 100.3 (deportiva); FM 88.3; FM Keops 90.1 MHz (Inaugurada el 27/10/1988); FM Cielo 103.5 MHz; Cadena Río FM 88.7; Gravity Radio 105.3 (de música electrónica) ; Classique 106.5 ; FM Láser 94, FM MIX 102.7.. Las Radios Comunitarias de La Plata que integran Foro Argentino de Radios Comunitarias (FARCO) trabajan en forma conjunta, pero atendiendo las necesidades de sus territorios, bregando por una comunicación comunitaria, popular y liberadora. Ellas son FM Raíces Rock (FM 88.9),
Radio Futura (FM 90.5), Radio Estación Sur (FM 91.7), FM Resistencia (Fm 103.9), Radio Integración Boliviana (FM 88.5).

#### Internet
En la ciudad se encuentran presentes los principales ISP del país, entre ellos Personal Flow (Argentina) (por cablemódem), Movistar, Telecentro, Cyberwave y varios proveedores locales. Tanto Speedy como Arnet utilizan el sistema ADSL.
Además, en un muy acotado espacio de la ciudad, se cuenta con el servicio de iPlan.

## Cultura
La cultura tiene un gran papel en la ciudad de La Plata. Esto se refleja en la buena cantidad de centros culturales, teatros, museos, cines y bibliotecas que se hallan en la ciudad, además de la Universidad Nacional de La Plata y el observatorio astronómico.

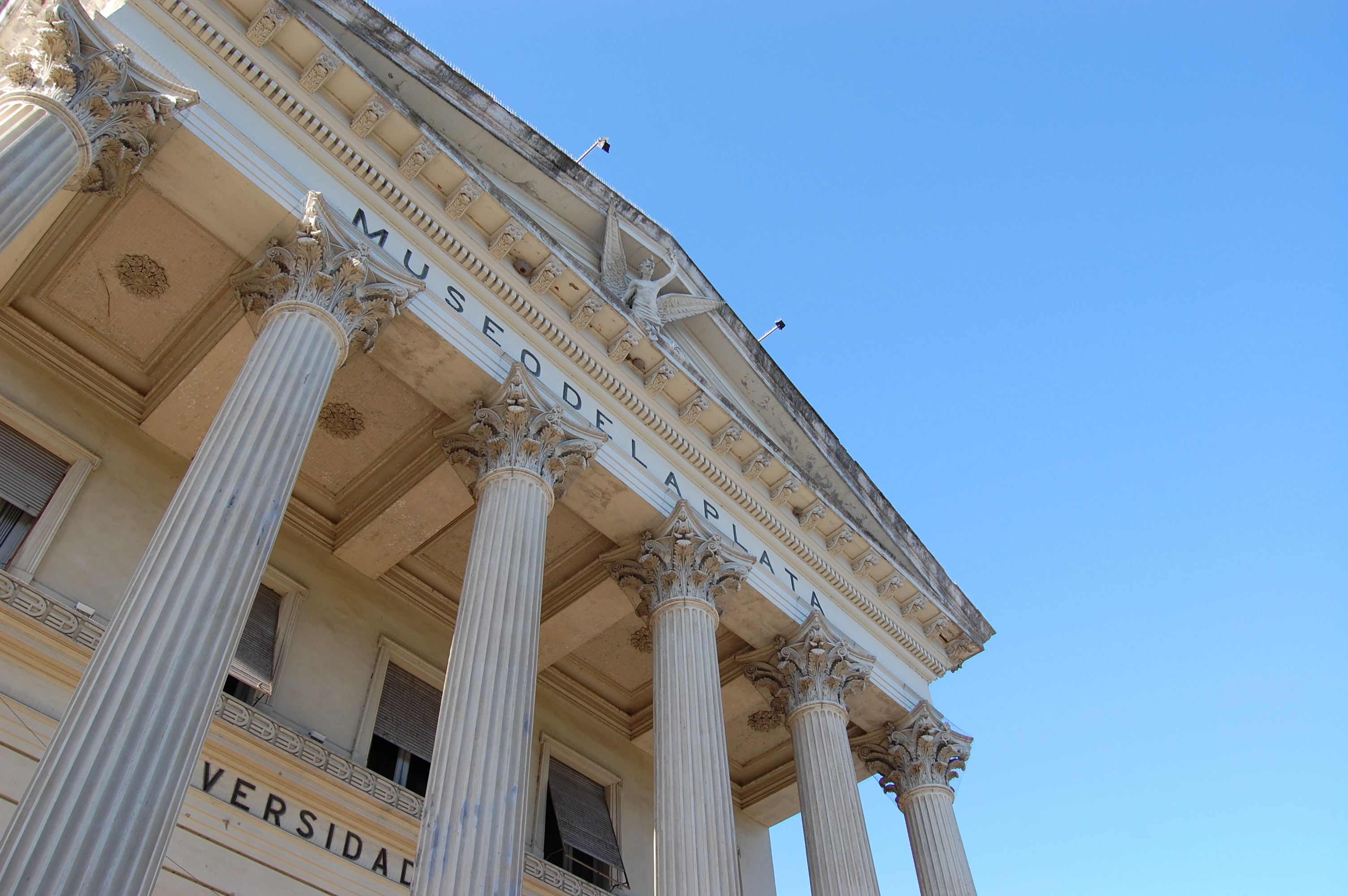
El Museo de Ciencias Naturales, una magnífica estructura arquitectónica.

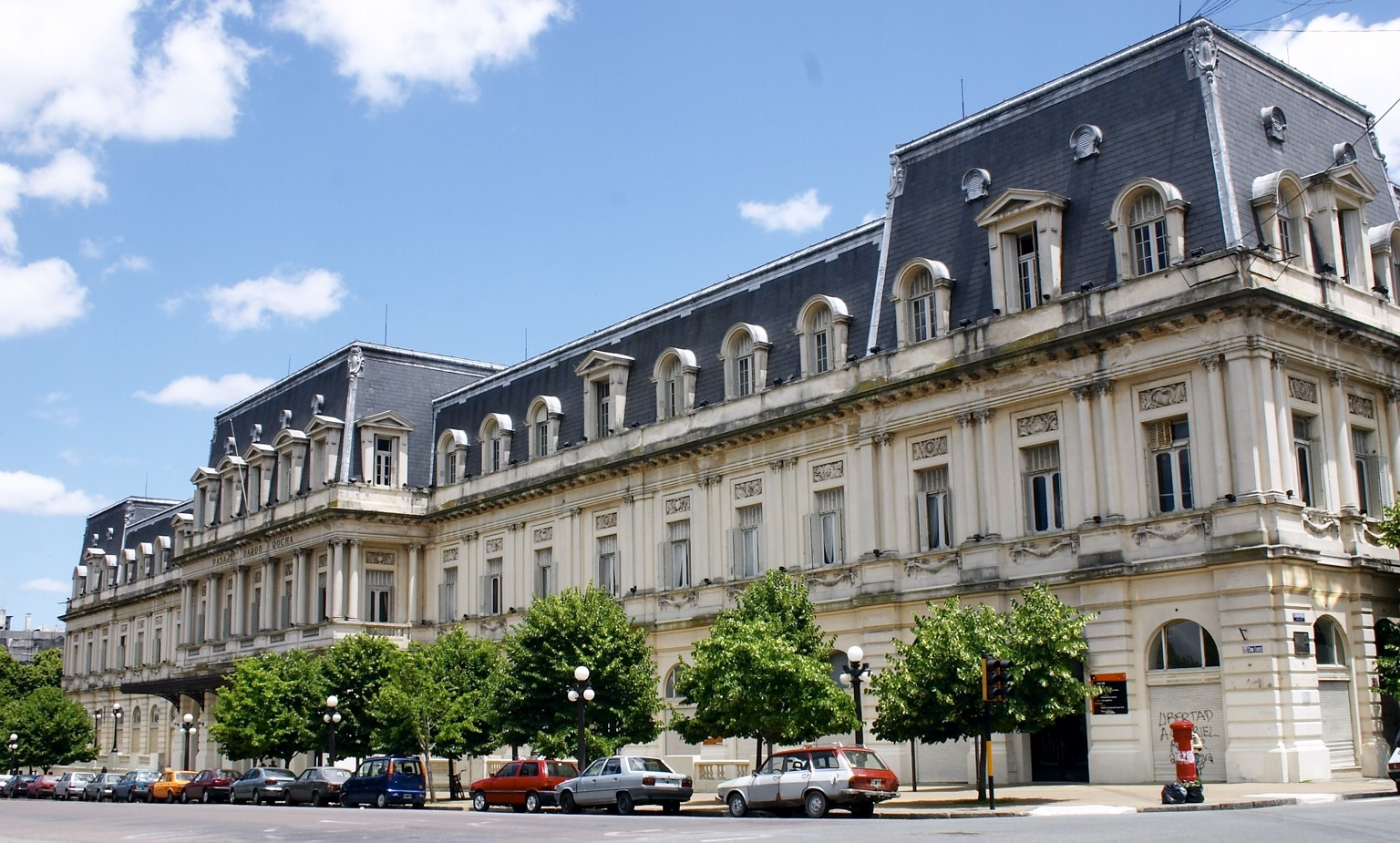
Centro Cultural Pasaje Dardo Rocha.

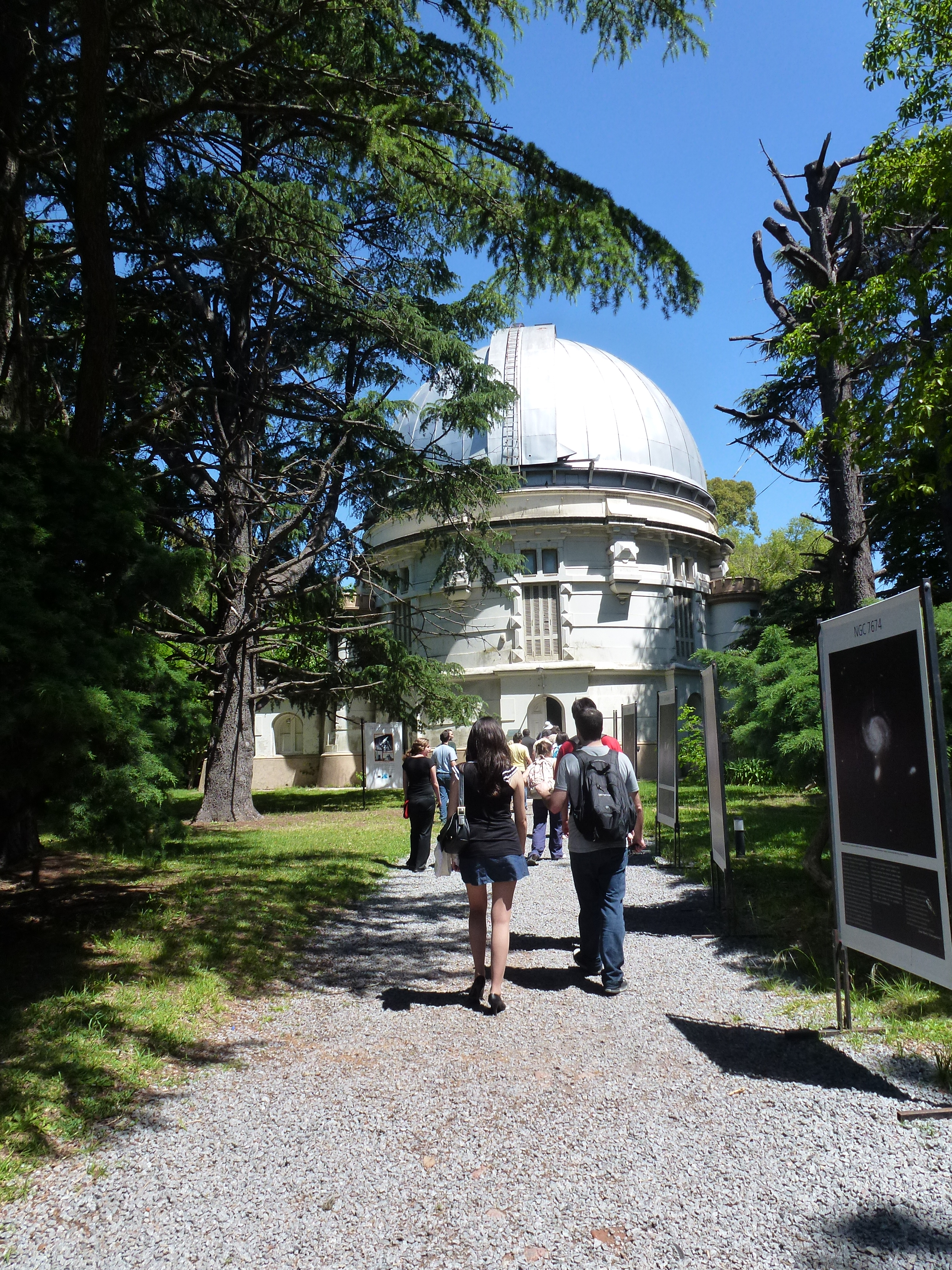
Observatorio Astronómico de La Plata (torre I)

- Centros culturales: Centro Cultural Pasaje Dardo Rocha, Centro Cultural Islas Malvinas, Centro Cultural Estación Provincial, Centro Cultural Viejo Almacén El Obrero, Centro de Cultura & Comunicación, Centro Cultural El Núcleo, Centro Actividades Artísticas Crisoles, Centro Cultural Los Hornos, Centro Cultural y Social El Galpón de Tolosa, Espacio Cultural Juana Azurduy, Centro Social y Cultural Olga Vázquez.

- Teatros: Teatro Argentino de La Plata, Teatro Municipal Coliseo Podestá, Anfiteatro Martín Fierro, Teatro La Nonna, Teatro La Hermandad del Princesa, Sala 420, Taller de Teatro de la UNLP, Complejo El Teatro, Teatro La Lechuza.

- Museos:[131][132]
  - Museo de La Plata (UNLP)
  - Museo de Arte Contemporáneo Latinoamericano
  - Museo Provincial de Bellas Artes
  - Museo Municipal de Bellas Artes
  - Museo de Instrumentos Musicales Colección Dr. Emilio Azzarini (UNLP)
  - Museo Histórico del Fuerte de la Ensenada de Barragán
  - Museo y Archivo Dardo Rocha
  - Museo Almafuerte
  - Museo del Teatro Argentino
  - Museo José Juan Podestá
  - Museo de la Catedral
  - Museo de los Trabajadores Evita de La Plata
  - Museo Ferroviario de Tolosa
  - Museo Indigenista Yana Kúntur
  - Museo Internacional de Muñecos
  - Museo del Automóvil Rau
  - Museo del Tango Platense
  - Museo Policial Inspector Mayor Vesiroglos
  - Museo Histórico Contralmirante Chalier (Escuela Naval de Río Santiago).
  - Museo Histórico Militar Tte. Julio A. Roca
  - Museo de Anatomía Veterinaria Dr. Víctor M. Arroyo (UNLP)
  - Museo de Artesanía Tradicional Juan Alfonso Carrizo
  - Museo de Astronomía y Geofísica (UNLP)
  - Museo de Botánica y Farmacognosia Dr. Carlos Spegazzini (UNLP)
  - Museo de Física (UNLP)
  - Museo de Historia de la Medicina Dr. Santiago Gorostiague (UNLP)
  - Museo de Anatomía Humana Normal "Prof. Dr. Alberto Leonardo Poli"
  - Museo Biblioteca de Química y Farmacia Prof. Dr. Carlos Sagastume (UNLP)
  - Museo de Odontología (UNLP)
  - Museo de Ciencias Agrarias y Forestales Prof. Julio Ocampo (UNLP)
  - Museo Héroes de Malvinas, predio del fuerte de Barragan ensenada

- Bibliotecas:
  - Biblioteca Central General José de San Martín
  - Biblioteca Municipal Francisco López Merino
  - Biblioteca de la Universidad Nacional de La Plata
  - Biblioteca de la Legislatura de la Provincia
  - Biblioteca Teatral de La Plata «Alberto Mediza» .
- Cines:
  - Cinema San Martín
  - Cinema 8
  - Cinema City
  - Cinema Paradiso
  - Cinema Rocha
  - Cine Select
  - Espacio INCAA.

La ciudad tiene una gran atracción por la música, siendo así que en todo festejo se organizan recitales. Además, en esta se conformaron grandes bandas de música y folclore como Patricio Rey y sus Redonditos de Ricota, Virus, Guasones, Opus Cuatro, entre otras.

### Fiestas, celebraciones y acontecimientos programados

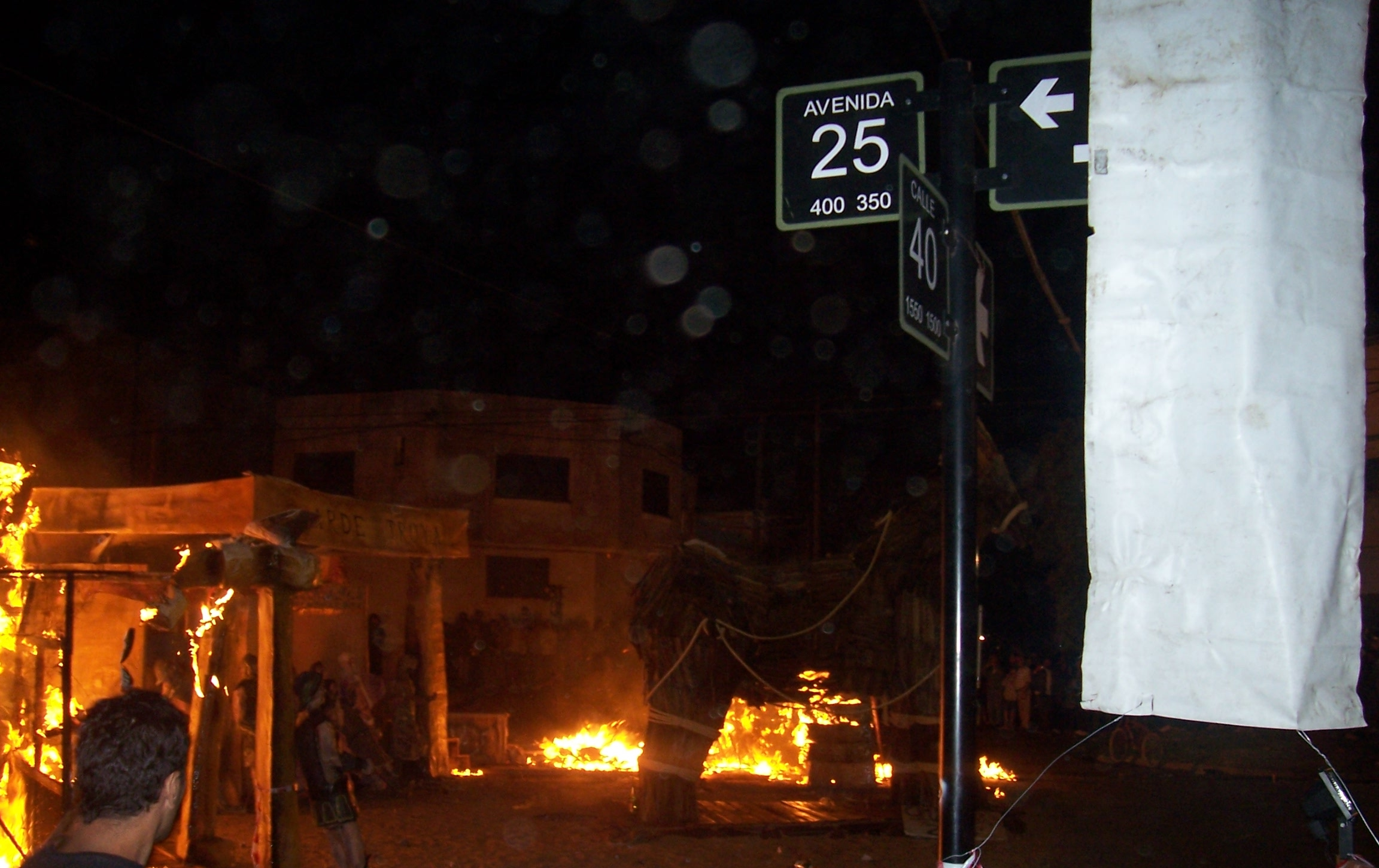
Muñeco ganador de 2008, «Arde Troya».

La ciudad de La Plata es el único lugar del país, junto a Berisso y Ensenada, donde se realiza la quema de muñecos durante la fiesta de Año Nuevo, similar a los incinerados en las fiestas Fallas de Valencia, España. Cientos de muñecos son quemados para festejar el fin de año y el comienzo de un año nuevo. Desde el 2008 se realizan concursos donde el mejor muñeco es premiado por el municipio platense y medios de comunicación.
Todos los 18 de abril, se celebra el Día Internacional de los Monumentos y Sitios, donde numerosos autobuses con guías turísticas parten desde el Centro Cultural Pasaje Dardo Rocha hacia los distintos monumentos históricos de La Plata, Berisso y Ensenada, siendo la actividad libre y gratuita.
Otras festividades incluyen la del 19 de noviembre de cada año, donde se celebra el aniversario de la ciudad con recitales y un show de fuegos artificiales en la Plaza Moreno, así como también el día de la primavera y del estudiante, el cual se festeja en la ciudad y el resto del país cada 21 de septiembre. En esta fecha la municipalidad de la ciudad organiza conciertos tanto en el paseo del Bosque como en Plaza Moreno.

## Deportes
El deporte más popular en la ciudad es el fútbol; entre los muchos clubes que lo practican se destacan en la Asociación del Fútbol Argentino (primera división) los clubes Estudiantes de La Plata y Gimnasia y Esgrima La Plata. Ambos disputan el Clásico platense. De estos equipos surgieron reconocidos jugadores como Manuel Pelegrina, José María Minella, Martín Palermo, Francisco Varallo, Juan Sebastián Verón y su padre, Juan Ramón Verón, Guillermo Barros Schelotto, Marcos Rojo, Leandro Desábato, entre otros.

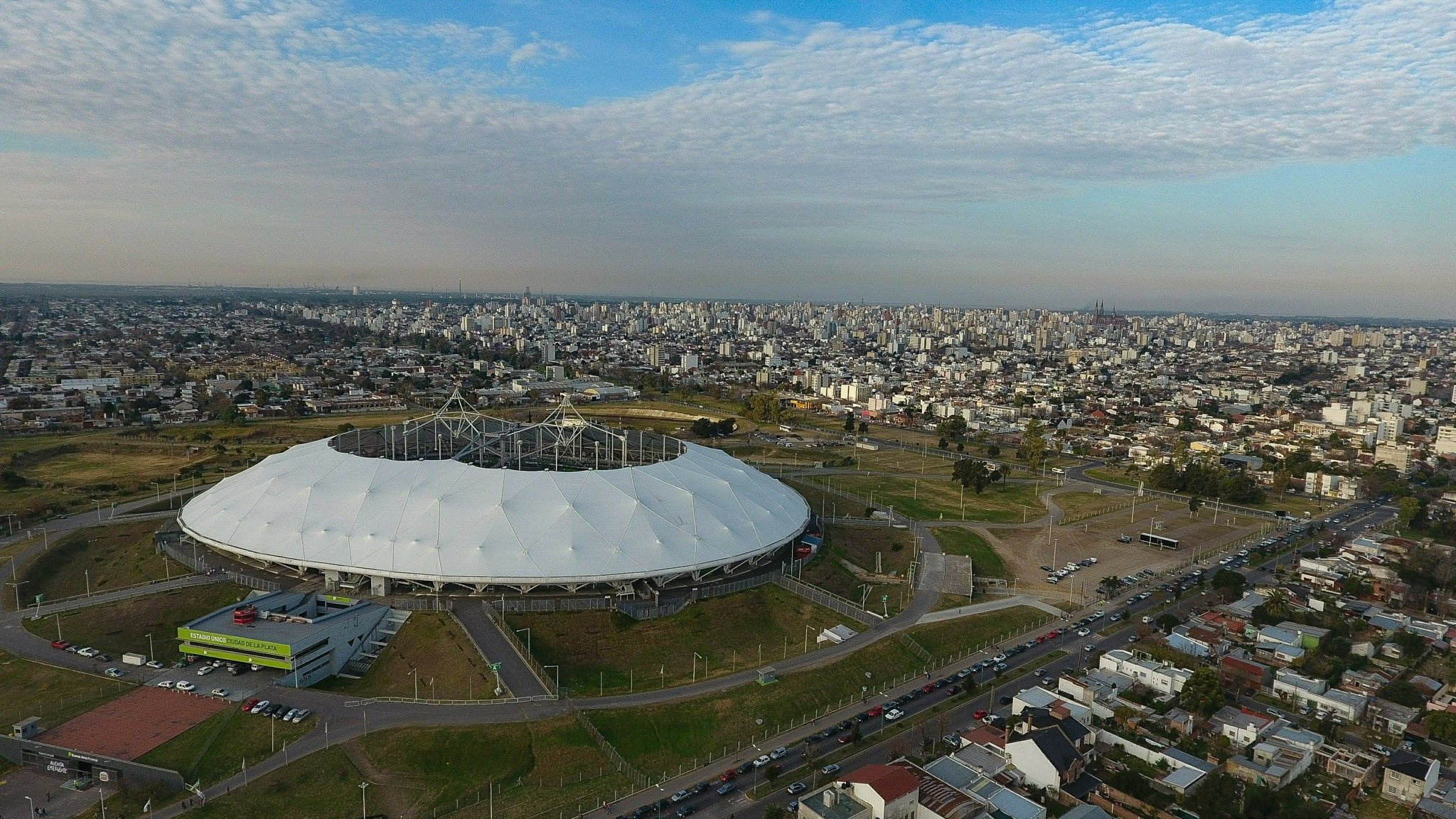
Vista aérea del Estadio Ciudad de La Plata

La ciudad cuenta también con la Liga Amateur Platense de fútbol que recoge a decenas de clubes de la región. A través de la Asociación Platense de Básquetbol, la ciudad cuenta con ligas y torneos para todos los niveles o categorías (Primera, Segunda de Ascenso, Sub-20, Juveniles, Cadetes, Infantiles y Pre-Infantiles), de las cuales participan los clubes: Gimnasia y Esgrima La Plata, Estudiantes, Unión Vecinal, Club Atenas, Universal, Centro Fomento de Los Hornos, Centro de Fomento Meridiano V, Club Cultural y Deportivo Juventud, Asociación de Fomento Edilicio Mayo, entre otros.
El rugby es una disciplina que también posee amplia afición en la ciudad. Los clubes más representativos son La Plata Rugby Club, Los Tilos, San Luis, Universitario y Albatros. El Club de Gimnasia y Esgrima La Plata, que entre 1924 y 1934 tuvo equipo propio, es considerado el impulsor de este deporte en la ciudad.[cita requerida]
Otros deportes a destacar son el turf, en particular debido al Hipódromo de La Plata (el tercero en orden de concurrencia y oferta de carreras en el país),[cita requerida] el vóley, con clubes como Gimnasia y Esgrima y Universitario, y el hockey sobre césped, con clubes como Santa Bárbara, Universitario y Estudiantes de La Plata.

## Turismo

### Sitios de interés turístico
Los lugares turísticos más importantes se encuentran en el eje fundacional de la ciudad, ente las calles 51 y 53, siendo el centro de la ciudad la Plaza Moreno. Esta plaza separa dos grandes obras arquitectónicas de la ciudad: la Catedral Metropolitana de La Plata «Inmaculada Concepción» y el Palacio Municipal.
La ciudad de La Plata tiene varios monumentos y sitios históricos. Entre ellos se encuentran: la casa matriz del Banco Provincia de Buenos Aires, la Casa Curutchet, Casa de Gobierno Provincial, Casa Mariani - Teruggi, Centro Cultural Islas Malvinas, Circuito Cultural Meridiano V, Centro Cultural Pasaje Dardo Rocha, Iglesia San Benjamín, la Legislatura Provincial, Museo de La Plata, Zoológico de La Plata, el Museo Dardo Rocha, la Quinta Oreste Santospago, el Rectorado de la UNLP, Museo Ferroviario de Tolosa, el Teatro Municipal Coliseo Podestá, el Anfiteatro Martín Fierro, el Estadio Ciudad de La Plata, el Parque Saavedra, la feria de artesanos en Plaza Italia, La República de los Niños, el Parque Ecológico Municipal, entre otros.
Además, al estar en la ciudad de La Plata se pueden recorrer los monumentos de las ciudades vecinas de Berisso y Ensenada, encontrando entre estas a la Calle Nueva York, el Frigorífico Swift, la Parroquia Católica Ucraniana «Nuestra Señora de la Asunción», el Centro Cultural Vieja Estación, el Fuerte Barragán y Museo Histórico, el Puente Giratorio Ensenada, el Palacio Piria y la República de los Niños, entre otros.

### Galería

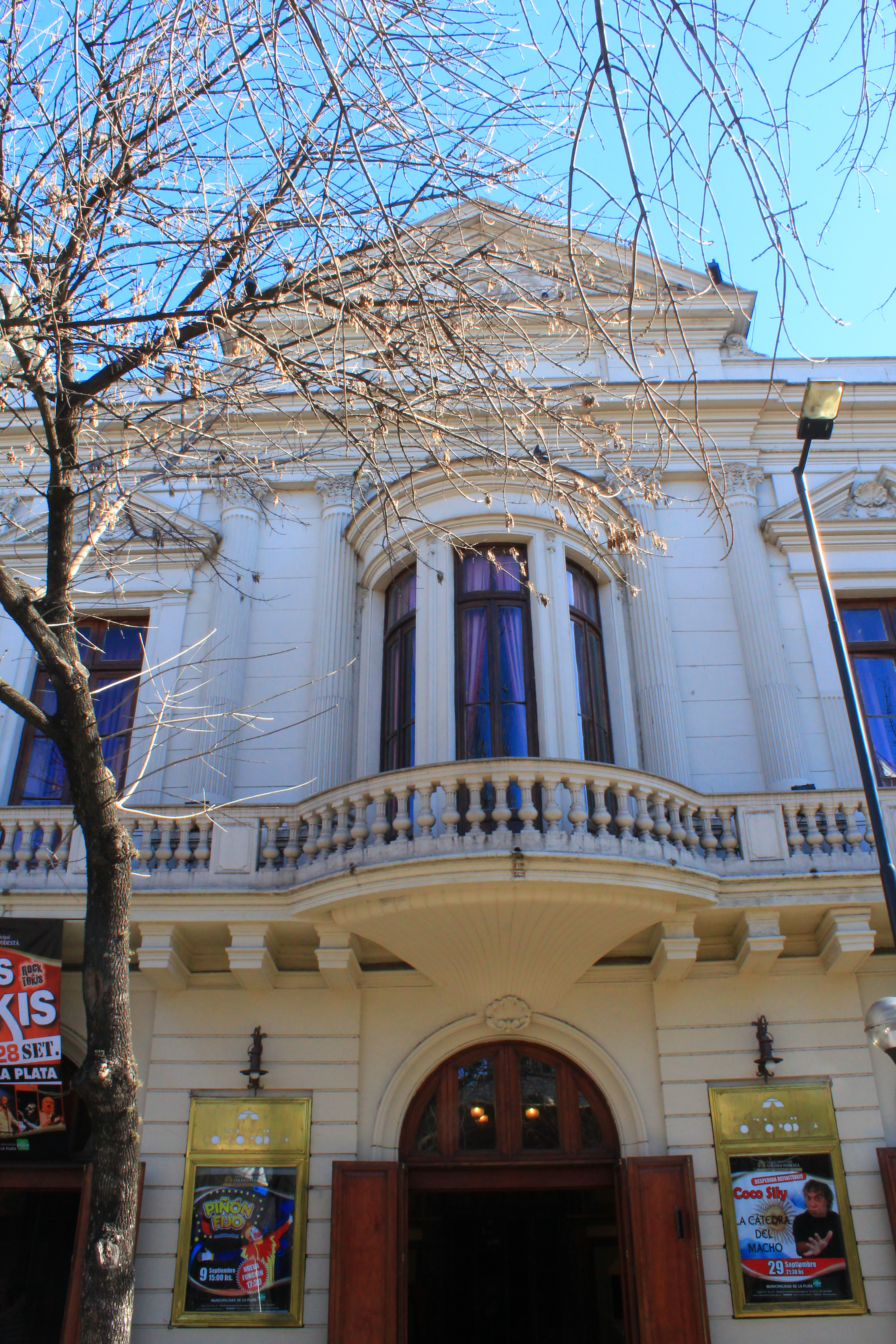
Teatro Coliseo Podestá.
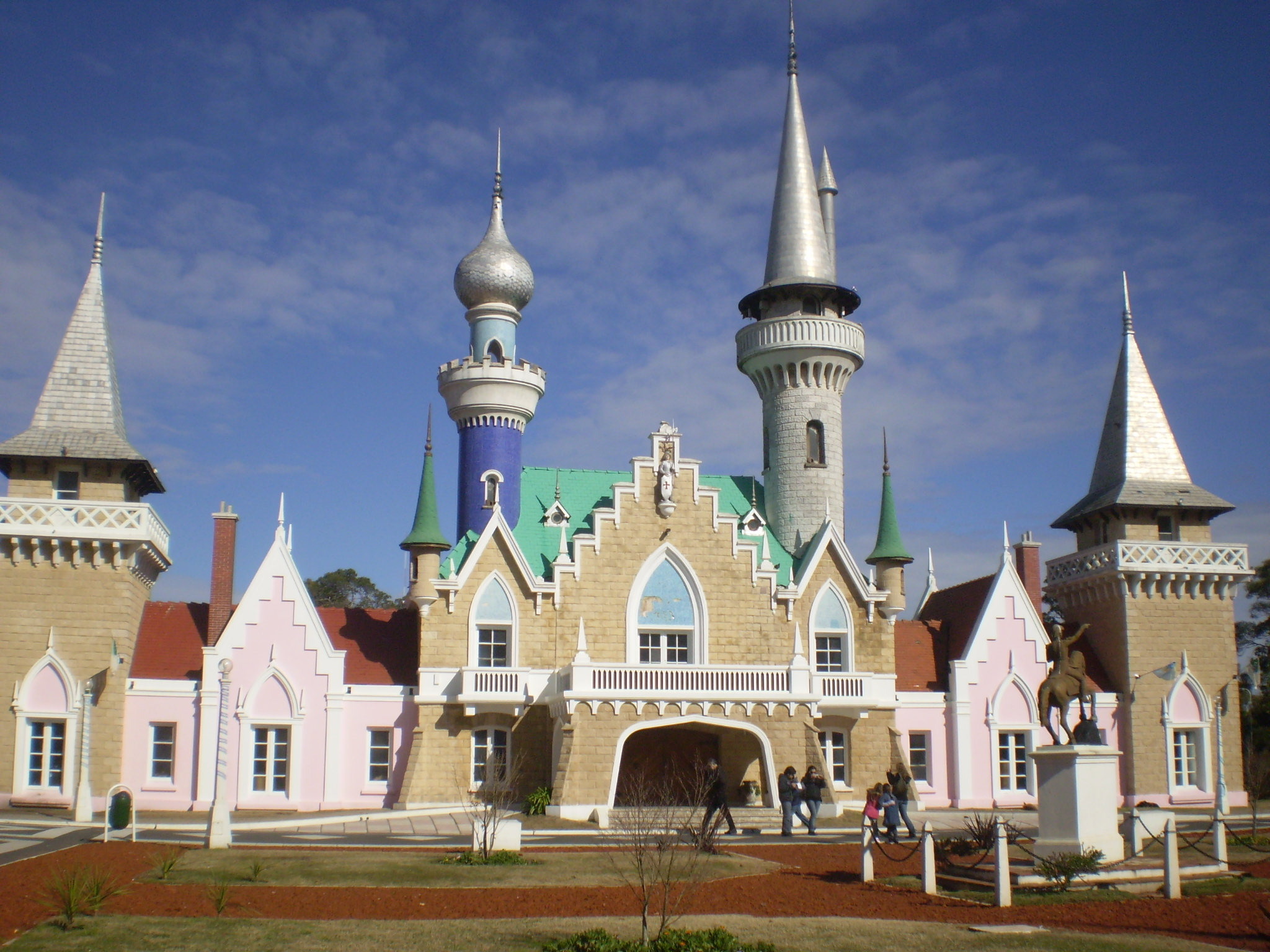
República de los Niños (plaza central).
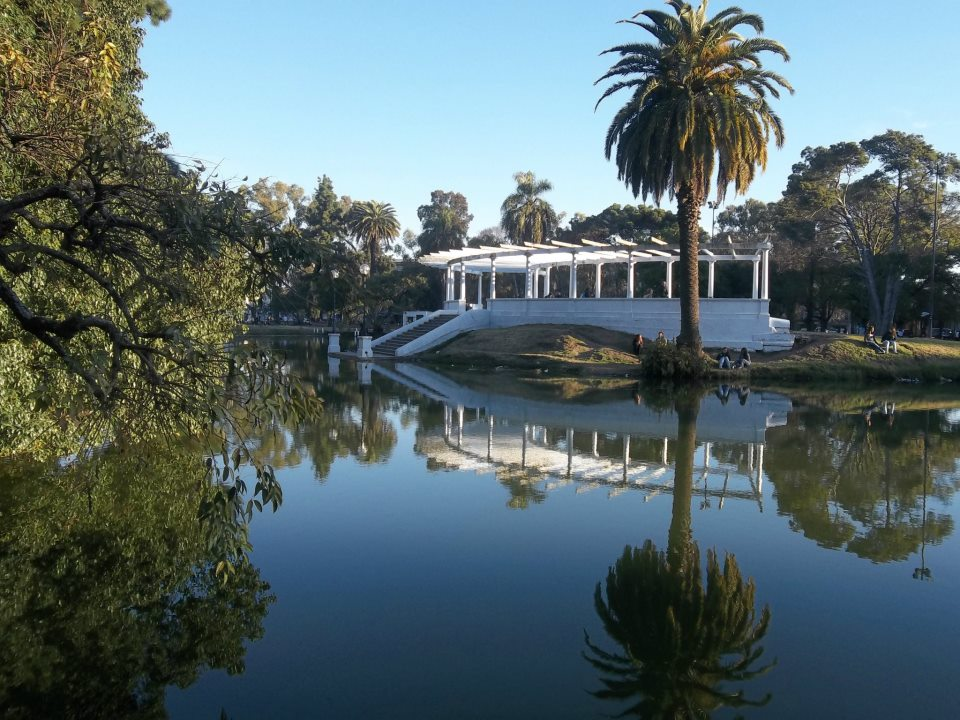
Glorieta del Parque Saavedra (estilo dórico)

## Ciudades hermanas
La Plata ha firmado vínculos de cooperación perdurables, en carácter de hermanamientos, con las siguientes ciudades en las fechas especificadas:
|  | - Porto Alegre (Brasil) 1982 - Bolonia (Italia) 23/11/1988 - Beerseba (Israel) 18/04/1989 - Zaragoza (España) 12/10/1990 - Asunción (Paraguay) 20/02/1993 - Concepción (Chile) 1993 - Louisville (EE. UU.) 1994 - Maldonado (Uruguay) 1994 - Montevideo (Uruguay) 1994 |  | - Santa Cruz de la Sierra (Bolivia) 1994 - Sucre (Bolivia) 1994 - Anghiari (Italia) 18/11/1998 - Boulogne-sur-Mer (Francia) 06/07/2000 - Liverpool (Inglaterra) 2005 - Santa Ana de Coro (Venezuela) 2007 - Jiujiang (China) 2008 - Toluca (México) 2010 - Bivongi (Italia) 20/03/2012 - Barquisimeto (Venezuela) 2012 - Mar del Plata 2012 |